# Зенитные башни люфтваффе

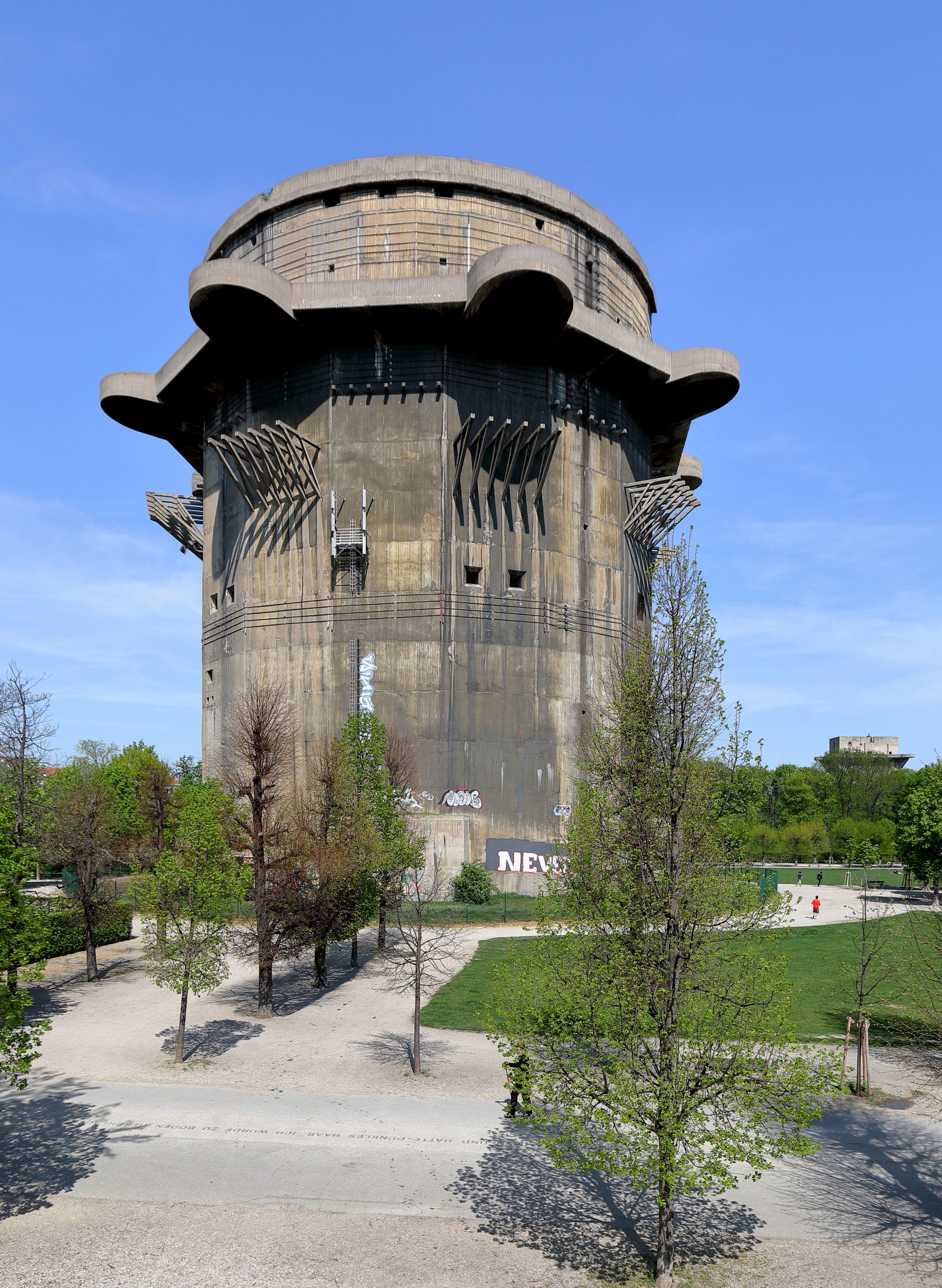
G-башня

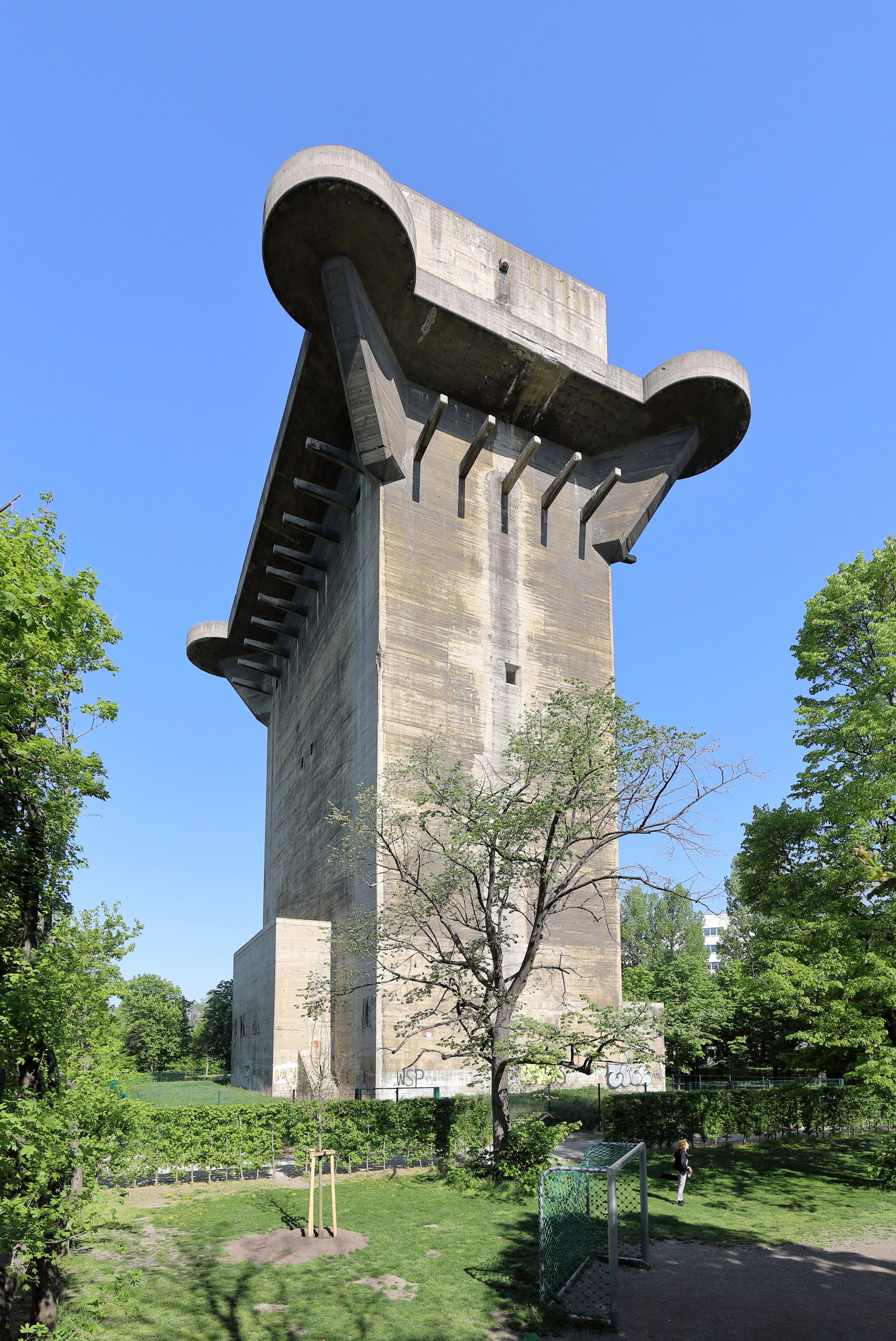
L-башня

Зени́тные ба́шни люфтва́ффе (нем. Flakturm [флактурм]) (также известны как Зенитно-артиллерийские башни) — большие наземные бетонные блокгаузы, вооружённые артиллерией ПВО, использовавшиеся люфтваффе в годы Второй мировой войны для концентрированного размещения групп крупнокалиберных зенитных орудий с целью защиты стратегически важных городов от воздушных бомбардировок антигитлеровской коалицией. Также использовались для координации воздушной обороны и служили вертикальными бомбоубежищами.

## История создания
С началом Второй мировой войны немецкое руководство, несмотря на заявления Геринга о недопущении падения ни единой бомбы на территорию рейха, осознавало неизбежность налётов британской авиации на территорию Германии, особенно на крупные промышленные города. В связи с этим возникла необходимость в создании мощной ПВО данных объектов. Не могло существовать столь мощной ПВО, чтобы исключить бомбардировки совсем. Однако вполне реальным было добиться такого положения, что бомбардировочная авиация британцев в ходе налётов в конце концов понесёт такие потери, которые заставят их отказаться от продолжения воздушных ударов.
Выполнить задачу ПВО одной истребительной авиацией представлялось невозможным, учитывая ночные и погодные условия, препятствующие действиям истребителей. Возникла необходимость организовать комплексную ПВО, состоящую как из истребительной авиации, так и из зенитных батарей. К 1940 году Люфтваффе располагали зенитками всех калибров, начиная от 20 мм и заканчивая 105 мм. Уже к 1941 году на вооружение поступили орудия калибром 128 мм.
Однако, при решении вопроса о противовоздушной обороне специалисты столкнулись с проблемой защиты центральной части крупных городов, имеющих большую площадь. При размещении зенитных батарей на окраине города радиус действия огня орудий оставлял центр города не защищённым от самолётов, преодолевших позиции зенитной артиллерии на подступах к городу. Следовательно, необходимо было размещать часть средств ПВО внутри города. Однако, при этом возникала другая проблема, а именно проблема размещения зенитных батарей среди городских строений.
Зенитным орудиям необходим сектор обстрела все 360 градусов и угол подъёма ствола не ниже 30-40 градусов, чему критично мешали окружающие дома. Для всех крупных городов Германии характерна очень плотная застройка. Улицы узкие, с малыми промежутками между домами, крайне малые по размерам дворы. Батареи возможно размещать только на достаточно открытых площадках, таких как стадионы, городские площади, парки, которых не много, да и там зениткам мешают окружающие дома и деревья.

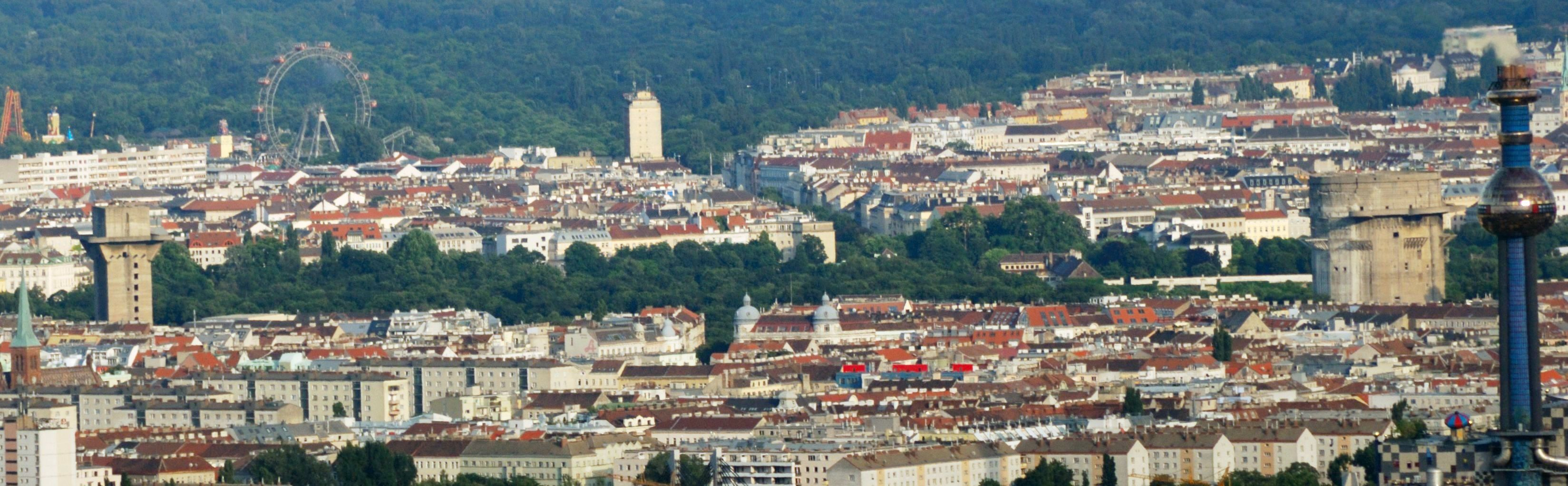
Комплекс зенитных башен в Аугартене, Вена, на фоне города

К этому прибавлялись проблемы работы радиолокаторов, первые образцы которых у Люфтваффе появились ещё в 1939 году. Для их чёткой работы требовались отсутствие каких-либо объектов между приёмо-передающей антенной и целью. Радиолокаторы дальнего обнаружения типа «Маммут» (дальность обнаружения до 300 км), располагавшиеся за пределами городов, давали направление на цель лишь до момента приближения бомбардировщиков к городу, тогда как зенитчикам было необходимо получать непрерывные данные для стрельбы (азимут и угол места цели, из которых можно было определить курс, скорость и высоту полёта цели) на дальностях от 30 км до, практически, нуля. Эти данные могли удовлетворительно выдавать радиолокаторы типа FuMG 39 Würzburg, но при условии, что антенна находится выше городских крыш.
Наличие свободной зоны также было необходимо для зенитных прожекторов (нем. Scheinwerfer) и звукопеленгаторов (нем. Richtungshoerer), для последних особенно, поскольку отражённый от высоких местных предметов звук моторов вражеских самолётов приводил к ошибкам в азимуте цели (направлении на летящий самолёт) до 180 градусов. Открытое пространство требовалось и оптическим дальномерам, на которые делалась основная ставка в условиях ясной погоды, зрительным трубам, биноклям и т. п.
Решение проблемы лежало в установке средств ПВО на крышах домов и высотных зданий, однако по опыту Первой мировой войны было известно, что перекрытия и крыши не позволят установить орудия калибром выше 37 мм, как и многие другие средства ПВО. А на основании информации о результатах налётов на Лондон и другие крупные города Великобритании немецкое руководство пришло к выводу о том, что размещение тяжёлых зенитных средств в центральных районах некоторых крупных городов необходимо.
Для этого было решено строить специальные сооружения, которые обеспечивали бы как размещение крупнокалиберных зенитных орудий выше уровня крыш домов, так и средств обнаружения, целеуказания, вычисления данных для стрельбы и командных пунктов. Кроме того, эти сооружения должны были обеспечивать стопроцентную защиту обслуживающего персонала, в том числе и от химического оружия, полную автономность снабжения электричеством, водой, канализацией, врачебной помощью, питанием. В процессе выработки решения Гитлер пришёл к выводу о том, что эти сооружения будут одобрены населением только в том случае, если гражданские люди смогут получать в них укрытие от бомбардировщиков врага, что также отразилось в техническом задании.

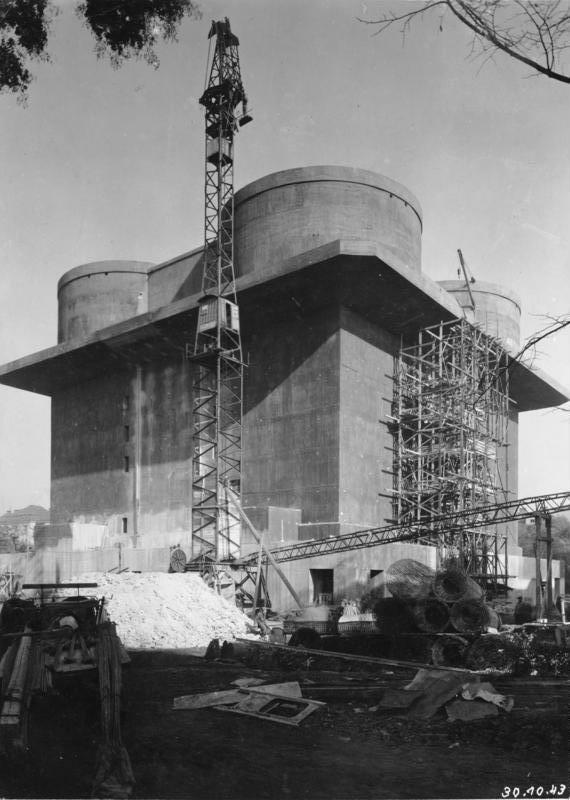
Боевая башня 2-го поколения во время строительства

К середине лета 1940 года были выработаны основные требования к этим сооружениям. Зенитные башни должны были решать четыре основные задачи и одну вспомогательную:
1. Обнаружение и определение координат воздушных целей, и выдача данных для стрельбы зенитных орудий как собственных, так и наземных батарей данного сектора.
2. Командование всеми средствами ПВО сектора и координация действий всех средств ПВО. При этом одна из башен руководила ПВО всего города и координировала действия зенитных батарей с истребительной авиацией.
3. Поражение воздушных целей, оказавшихся в зоне досягаемости орудий боевой башни, зенитным огнём.
4. Укрытие гражданского населения от авиационных средств поражения (бомбы, снаряды, пули).

Вспомогательная задача состояла в том, что башни должны были при помощи лёгких зениток обеспечивать самооборону от низколетящих штурмовиков.
Под руководством Альберта Шпеера профессор архитектуры Фридрих Таммс (нем. Friedrich Tamms) спроектировал эти сооружения, попытавшись при этом вписать их в архитектуру городов. Последним толчком к строительству башен явился первый налёт на Берлин 29 британских бомбардировщиков в ночь на 26 августа 1940 года, после которого Гитлер немедленно утвердил проекты и санкционировал строительство зенитных башен в трёх крупнейших городах рейха — Берлине, Гамбурге и Вене. Проектирование и сооружение зенитных башен было поручено Организации Тодта.
Предполагалось в дальнейшем построить подобные башни и в других крупных городах, среди которых на первом плане стояли Бремен, Вильгельмсхафен, Киль, Кёльн, Кёнигсберг.
В частности, совещание по Бремену состоялось 28 октября 1942 года. На этом совещании было решено построить зенитную башню в сквере между Нойштадт-Контрэскарпе, Лайбницштрассе и Рихтгофенштрассе. Однако, уровень совещания был невысок — сенатор доктор Фишер, начальник строительного управления Люфтваффе Ассманн, командир 8-й зенитной дивизии генерал-лейтенант Вагнер и инженер строительного управления Бокманн. В их руках было недостаточно власти и средств для возведения столь грандиозного сооружения. Высшие инстанции согласились с необходимостью строительства зенитных башен в Бремене, однако потребовали, чтобы это строительство не сократило программу строительства убежищ ПВО в городе, а расходы на их строительство должен был нести сам город. Поэтому в Бремене всё остановилось на этапе проектирования.

## Конструкции зенитных башен
Башни строились не отдельными строениями, а комплексом сооружений. Каждый комплекс состоял из двух башен:
- G-башня (нем. Gefechtsturm) или боевая башня, также известная как оружейная башня или большая зенитная башня;
- L-башня (нем. Leitturm) или главная башня, также известная как башня управления огнём, командирская башня или малая зенитная башня.

Боевые башни предназначались для концентрации на себе огневых средств, башни управления — средств управления огнём. При этом боевые башни и башни управления располагались на удалении друг от друга от 160 до 500 метров для нивелирования воздействия артиллерийского огня на системы управления ими, такими как задымление от огня, ослепление вспышками при ночной стрельбе и т. п. Между собой башни были связаны подземными линиями связи, электрокабелями, водопроводами.
Официального названия у башен не имелось и в разных документах они назывались по-разному:
| Весь комплекс в целом                              | Flakturm | Flaktürme    | Flakpaar     | Flakbunker   |                  |           |
| -------------------------------------------------- | -------- | ------------ | ------------ | ------------ | ---------------- | --------- |
| Башня, на которой размещаются орудия               | G-Turm   | Gefechtsturm | Geschützturm | Batterieturm | grosser Flakturm | Bauteilen |
| Башня со средствами обнаружения и управления огнём | L-Turm   | Leitturm     | Kommandoturm | Horchbunker  | kleiner Flakturm | Bauteilen |

### Вооружение

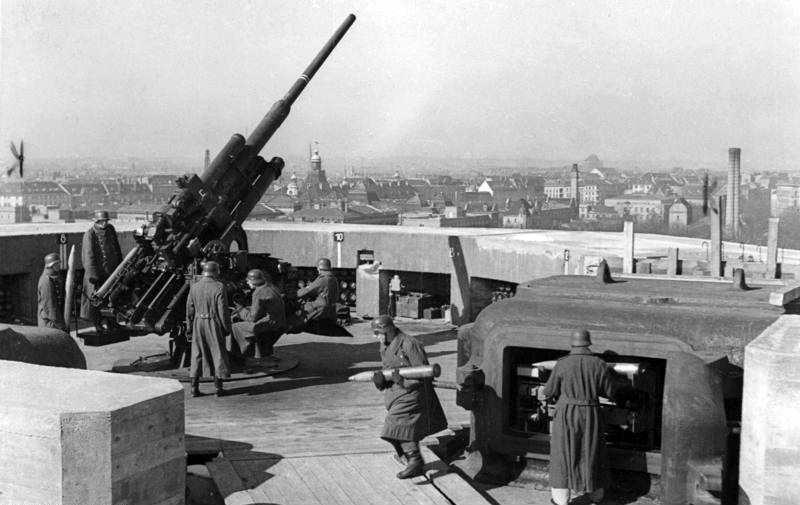
Артиллерия главного калибра на башне Тиргартен, апрель 1942 года

Боевая башня оснащалась четырьмя тяжёлыми зенитными установками. Первоначально это были одноствольные калибра 105 мм (10,5 cm FlaK 38/39), позднее заменённые спаренными установками калибра 128 мм (12,8 cm Zwillingflak 42) и ещё позднее их модификацией (12,8 cm Zwillingflak 44). Кроме того, каждая боевая башня имела до восьми 20-мм счетверённых зенитных установок (2 cm Flakvierling 38) и до двенадцати 20-мм одноствольных зениток (2 cm FlaK 38) для собственной защиты от низколетящих самолётов-штурмовиков.
Башня управления предназначалась для размещения командного пункта, вычислительного центра, вспомогательных служб, а главное, для размещения на боевой платформе в верхней части башни радиолокатора типа FuMG 39(Т) Würzburg с дальностью обнаружения от 32 до 40 км. Позднее ставился радиолокатор FuMG 65 Wüzburg-Riese с дальностью обнаружения от 50 до 70 км. Кроме того, на башне размещались оптические дальномеры, посты визуального наблюдения, а по некоторым данным и зенитные прожектора типа Flakscheinwerfer 40 с диаметром зеркала 2 метра, типа Flakscheinwerfer 37 или Flakscheinwerfer 35 с диаметром зеркала 1,5 метра.

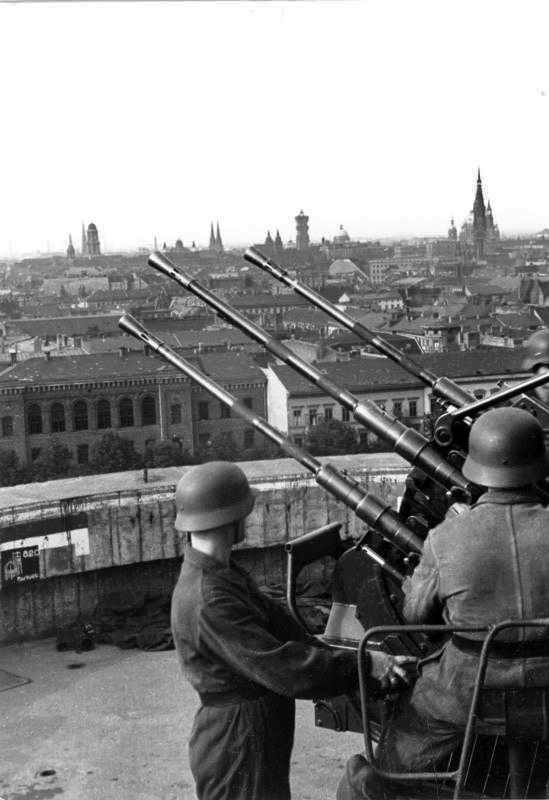
Малокалиберная зенитная артиллерия башен

Данные для стрельбы передавались на орудия с прибора управления огнём Kommandogerät 40, установленного на командном пункте башни управления, который в хорошую погоду использовал данные оптического дальномера, а в плохую — данные радиолокатора. Кроме того, при необходимости прибор управления огнём мог получать данные автоматически с башен управления других зенитных комплексов города. Для этого имелся специальный прибор под названием Flak-Umwerte-Gerät «Malsi». Башни управления для защиты от атак низколетящих штурмовиков располагали собственными четырьмя — двенадцатью 20-мм одноствольными или счетверёнными установками.

### Система управления стрельбой
Система работы комплекса строилась на том, что башня управления по линиям автоматизированной связи получала данные от постов радиолокационного наблюдения, располагаемых на удалении до 40 км от города и оснащённых радиолокаторами типа «Фрейя» с дальностью обнаружения до 80 км. Полученные данные использовались для наведения радиолокатора типа Вюрцбург, расположенного на башне управления. Выдаваемые им данные об азимуте на цель и угле места цели (при хорошей видимости с оптического дальномера, поскольку он давал более точные данные) обрабатывались вычислительным центром и наносились в виде отметок на планшет, что давало возможность определять курс, скорость и высоту полёта вражеских бомбардировщиков. Командный пункт принимал решение об обстреле целей, и с помощью прибора Kommandogeraet 40 выдавал данные для стрельбы по автоматизированным линиям связи непосредственно на орудия.

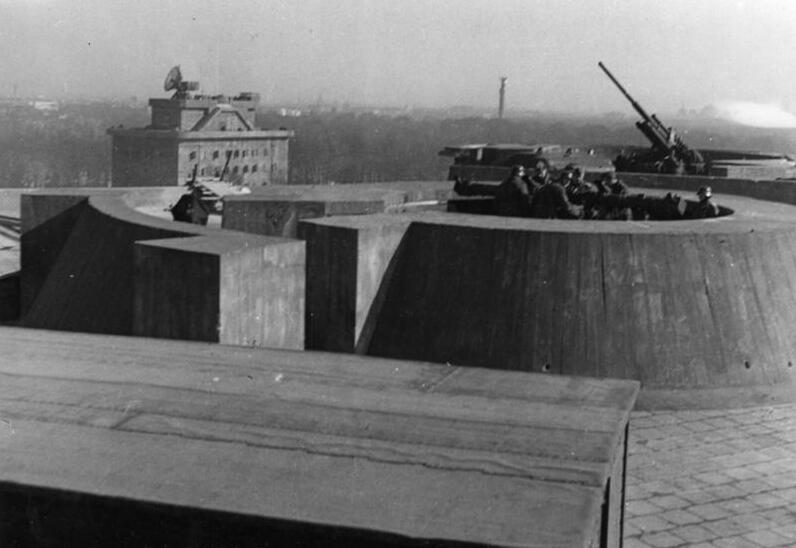
Вид на позиции артиллерии главного калибра. На заднем плане видна башня управления

Работа двух наводчиков (горизонтального и вертикального) у зенитного орудия заключалась в том, что на своего рода циферблате он должен, действуя штурвалом горизонтального (вертикального) поворота орудия, совместить две стрелки, одна из которых указывает действительное положение ствола орудия, а вторая то, которое ствол должен занять. Как только оба наводчика совмещали каждый свои стрелки, электроспуск автоматически производил выстрел.
При этом, командный пункт мог принять решение о режиме огня типа Х (X-Sperrfeuer) или типа Y (Y-Sperrfeuer).
Первый режим обеспечивал наведение всех четырёх орудий башни синхронно в одну точку, что давало высокую плотность огня и наибольшую вероятность поражения цели, особенно одиночной или малогрупповой.
Режим Y применялся, если цель представляла собой большую группу самолётов или маневрирующий одиночный самолёт (малую группу), или же данные о цели были недостаточно точными. В этом случае каждое орудие получало данные, несколько отличающиеся от данных соседних орудий. Это обеспечивало большую зону охвата разрывами снарядов как по площади, так и по высотам. В этом случае возможная ошибка в определении места цели компенсировалась увеличенной зоной охвата разрывами снарядов.
Малокалиберные зенитки получали лишь самые общие сведения по телефону, обнаруживали вражеские самолёты визуально, данные для стрельбы готовили сами с помощью ручных оптических дальномеров, и открывали огонь по целям, оказавшимся в зоне своего эффективного огня, обычно на дальностях до 2 км.

### Поколения башен

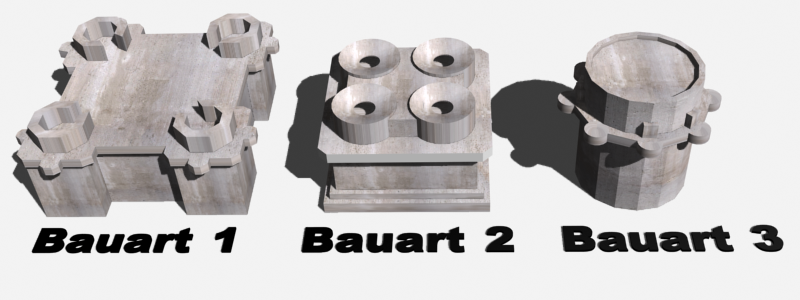
Три поколения G-башен

Как и любое техническое сооружение, зенитный комплекс модернизировался с учётом опыта эксплуатации предыдущего. В итоге, 8 построенных комплексов относились к трём разным поколениям, имеющим одинаковые характеристики, но конструктивно кардинально отличающимся. В основном эти изменения касались боевых башен.

#### 1-е поколение

Разрез в плане боевой башни 1 поколения

К этому поколению относились четыре построенных комплекса: 3 в Берлине и 1 в Гамбурге. При этом обе башни одного комплекса возводились одновременно.
Строительство первого комплекса в Берлине, в Тиргартене, было начато в сентябре 1940 года и закончено в апреле 1941 года. 

Второй комплекс в Берлине был готов в октябре 1941 года.

Третий строился с октября 1941 года по апрель 1942, хотя сдан был только 17 января 1943 года. 

Четвёртый комплекс, построенный в Гамбурге, был сдан в октябре 1942 года. 

До наших дней из сооружений этого поколения в сохранности остались только башня в Берлине (Гумбольдтхайн) и боевая башня в Гамбурге. Остальные были снесены после окончания войны.
Боевая башня представляла собой квадратное в плане сооружение с размерами сторон 75 метров и высотой 39 метров, стены и крыша которого изготавливались из фортификационного железобетона. Толщина стен составляла 2,5 метра в основании с постепенным утоньшением до 2 метров к нижней боевой платформе. Толщина крыши составляла 3,5 метра, что позволяло выдержать прямое попадание авиабомбы массой до 1000 кг.
Башня имела подвал, цокольный этаж и пять верхних этажей. Она покоилась на поверхностном фундаменте в виде плиты толщиной 2 метра, ниже которой был сделан подвал, который как бы был подвешен снизу к фундаментной плите.
На уровне пятого этажа за пределы стен выступала нижняя боевая платформа, предназначавшаяся для вспомогательной малокалиберной зенитной артиллерии.
Над пятым этажом имелась одноэтажная надстройка, крыша которой была верхней боевой платформой. По углам этой надстройки располагались башенки для основных зенитных орудий. Этажи связывались винтовыми лестницами в углах здания, лестничной клеткой, проходившей в центре башни, и запасной лестничной клеткой. Кроме того, до пятого этажа работали два грузовых лифта, по ним поднимались расчёты зениток и также эвакуировались раненые. В каждую башенку к орудийным платформам с цокольного этажа, на котором были размещены снарядные погреба, вёл цепной подъёмник для механизированной подачи снарядов к основным орудиям. С трёх сторон с нижней платформы на верхнюю вели открытые лестницы. На четвёртой стороне был установлен подъёмный кран. Помимо этого, на боевые платформы можно было попасть только по тесным винтовым лестницам внутри башенок, что являлось существенным недостатком данного поколения башен.

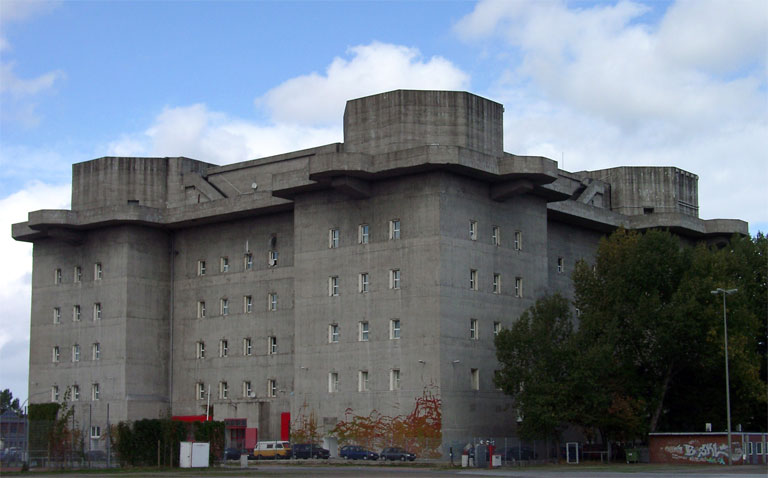
Единственная сохранившаяся боевая башня 1-го поколения в Хайлигенгайстфельде, Гамбург

Боевая башня имела собственную водяную скважину и полностью автономный водопровод. В одном из помещений имелся дизельный электроагрегат с большим запасом горючего. По боевой тревоге башня отключалась от городской сети и переходила на автономное электропитание. В башне также имелась кухня и хлебопекарня.
Башня управления в целом была аналогична конструкции боевой башни, за исключением размеров. Она представляла собой прямоугольник с длинами сторон 70,5 на 35 метров. В дальнейшем, эти размеры также уменьшались, и например, башня 3-го комплекса в Берлине имела размеры 50 на 23 метра. Соответственно средства лёгкой зенитной артиллерии имелись в примерно двое уменьшенном количестве.
На боевой платформе башни размещались оптический дальномер, поисковой радиолокатор FuSE 65 «Würzburg-Riese» (дальность обнаружения до 80 км, ошибка в определении дальности до цели не превышала 15-20 метров) и локатор точного наведения FuMG 39T «Würzburg» (дальность обнаружения в 35 км).
В башне управления, как и в боевой башне были предусмотрены убежища для гражданского населения на 8 тыс. мест, которые активно использовались во время воздушных налётов.
Башни первого поколения имели серьёзные недостатки, такие как:
- открытое расположение орудий, соответственно плохая защита от пулемётно-пушечного огня самолётов-штурмовиков, ударных волн соседних орудий, близких бомбовых разрывов;
- отсутствие укрытых проходов к орудийным платформам;
- недостаточное количество входов для гражданского населения в убежище и их узость, что резко увеличивало время наполнения убежищ;
- чрезмерные размеры башни в плане, что значительно повышало стоимость сооружения и время его строительства, а также повышало вероятность поражения авиабомбами.

Устранение этих недостатков привело к появлению башен второго поколения.

#### 2-е поколение

Разрез в плане боевой башни 2 поколения

По проекту второго поколения были построены 2 комплекса: по одному в Вене и Гамбурге.
Строительство комплекса в Вене началось в октябре 1942 года и закончилось в декабре 1943. 

Строительство комплекса в Гамбурге, в Вильгельмсбурге, началось в 1943 году, а в строй он вступил в октябре 1944 года. До наших дней не дожила башня управления в Гамбурге, снесённая вскоре после окончания войны.
От башен первого поколения данные башни отличались уменьшенными в плане размерами и увеличенной высотой. Особенно заметны были различия между боевыми башнями. Башни второго поколения были восьмиэтажными, размером 57 × 57 метров и высотой в 42 метра. Толщина бетонных стен была уменьшена и составляла 2 метра у основания и метр у перекрытий. Сами перекрытия остались прежними и составили толщину 3,5 метра.
В башнях второго поколения было решено отказаться от многочисленных окон, закрываемых бронеставнями, поскольку эти окна значительно снижали общую прочность сооружения, повышали стоимость строительства и увеличивали трудоёмкость работ. Башни оснастили, кроме лифта и основной лестничной клетки, также запасной лестничной клеткой, что вдвое повышало скорость заполнения людьми бомбоубежища.

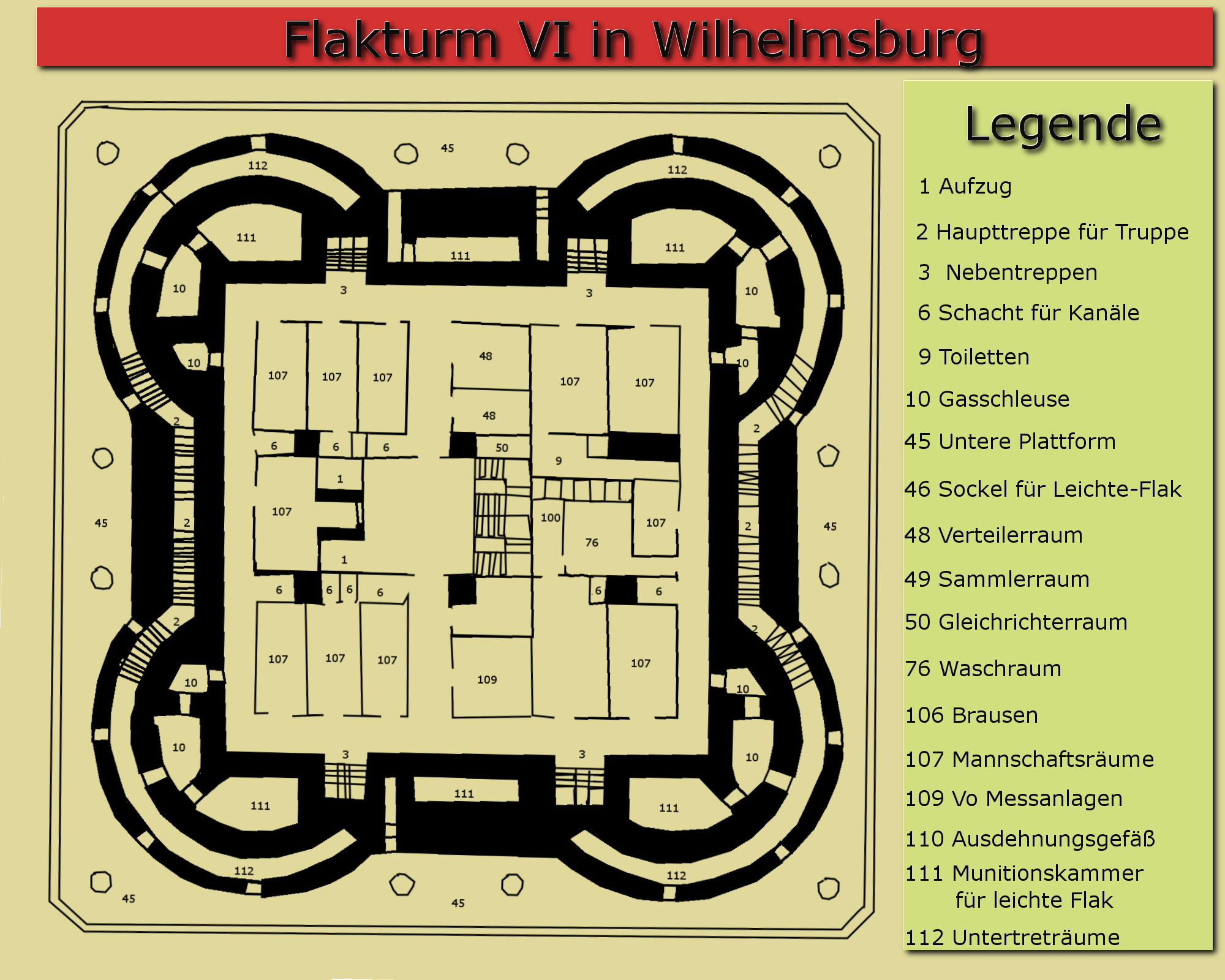
План боевой башни 2 поколения в Вильгельмсбурге

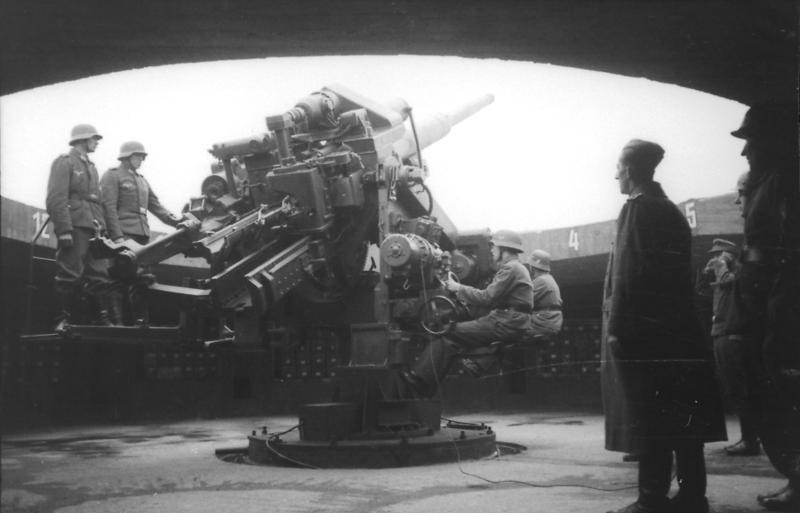
Внутренний вид: 12,8 см орудие на боевой позиции в башне 2-го поколения

Боевые башни второго поколения, главным нововведением у которых был отказ от запасного командно-наблюдательного пункта, что повлияло на уменьшение размеров башни в плане и позволило расположить установки ближе друг к другу. Однако при этом ударная волна выстрелов соседних орудий мешала бы действиям расчётов. Поэтому орудийные платформы окружили кольцевыми бетонными стенами (ротондами) и накрыли сверху плоской бетонной крышей, оставив лишь в центре круглое отверстие для столов орудий и узкую щель, позволяющую опускать ствол в горизонтальное положение для чистки и обслуживания. Это значительно повысило защищённость расчётов орудий от осколков и ударных волн близких разрывов бомб. В свою очередь это потребовало создать дополнительную вентиляцию для очистки воздуха от пороховых газов (в башнях первого проекта газы просто уносились ветром) и герметично закрывать двери, ведущие в нижние этажи, поскольку тяжёлые пороховые газы начинали опускаться в нижние этажи, грозя отравить находящихся там людей.
Башни управления 2-го поколения отличались от башен управления первого поколения ещё меньшими в плане размерами и большей высотой, равной высоте боевых башен. Их размеры были 23,5 на 39 метров, высота — 42 метра.
Башня имела 8 этажей и подвал. В цокольном этаже имелось три входа (для гражданских лиц, укрывающихся в башне) с одной длинной стороны и один въезд с противоположной длинной стороны (для военнослужащих и автотранспорта).
1. На первом этаже хранили боеприпасы для зенитных пушек, располагался медпункт с помещениями для врачебных кабинетов, вспомогательного персонала, госпитальных палат, учебный класс, туалеты. На этот этаж можно было попасть только через служебную лестничную клетку или на лифте.
2. Второй этаж практически полностью был отведён под бомбоубежище. На этот этаж люди попадали по лестничным маршам, ведущим с цокольного этажа от трёх входов.
3. Третий этаж занимала мощная фильтровентиляционная установка, снабжавшая все помещения башни очищенным и подогретым воздухом и удалявшая отработанный воздух. Здесь же устанавливался дизель-генератор, резервуар для воды, электрощитовая с трансформаторами высокого и низкого напряжения.
4. Четвёртый отведён под бомбоубежище, также располагал военным госпиталем на 800 коек.
5. Пятый этаж, как и четвёртый и второй, был отведён под бомбоубежище. Всего в башне управления могли укрываться от авианалётов до 15 тыс. человек.
6. Шестой этаж частично был отведён под бомбоубежище. Кроме того, на этом этаже располагалась телефонная станция, склад боеприпасов для лёгких зенитных пушек, часть электрохозяйства башни (аккумуляторы, выпрямители, реле, стабилизаторы), вычислительные устройства системы управления огнём.
7. Седьмой этаж отличается тем, что на его уровне находится нижняя боевая платформа, которая как галерея огибает всю башню и имеет четыре барбета для лёгких зенитных пушек. В помещениях этого этажа располагались жилые помещения личного состава башни, подъёмник с платформой для подъёма на верхнюю боевую платформу большого радиолокатора Wuerzrburg Riese, помещения для командного пункта и вычислительных устройств, помещение для дегазации и душевая, а также лестница на 8 этаж.
8. Восьмой этаж являлся собственно боевой платформой. На ней располагались командный пункт, приборы управления огнём, подъёмный кран, большой радиолокатор Wuerzrburg Riese на поднимаемой с седьмого этажа платформе, устройство Дора (7/6-метровый оптический дальномер), наблюдательные пункты и малый радиолокатор Wuerzrburg.

Из 8-го этажа (надстройка) также можно было выйти на нижнюю боевую платформу, на которой располагалась лёгкая зенитная артиллерия, предназначенная для защиты от низколетящих самолётов.
В подвале хранились сменные орудийные стволы. 5-8 этажи также использовались для средств обслуживания, военного имущества, средств управления и связи. На этих же этажах было размещено производство малоразмерных деталей и узлов вооружения, авиационных моторов, приборов и боеприпасов.

#### 3-е поколение

Разрез в плане боевой башни 3 поколения

По проектам 3-го поколения были построены два комплекса в Вене и оба сохранились до настоящего времени.
Строительство первого из них началось в мае 1943 года и закончилось в июле 1944. 

Строительство второго началось в середине лета 1944 года и закончилось в конце января 1945 года. При этом строительство данных комплексов велось не квалифицированными рабочими, как при строительстве башен первого поколения, а руками военнопленных.

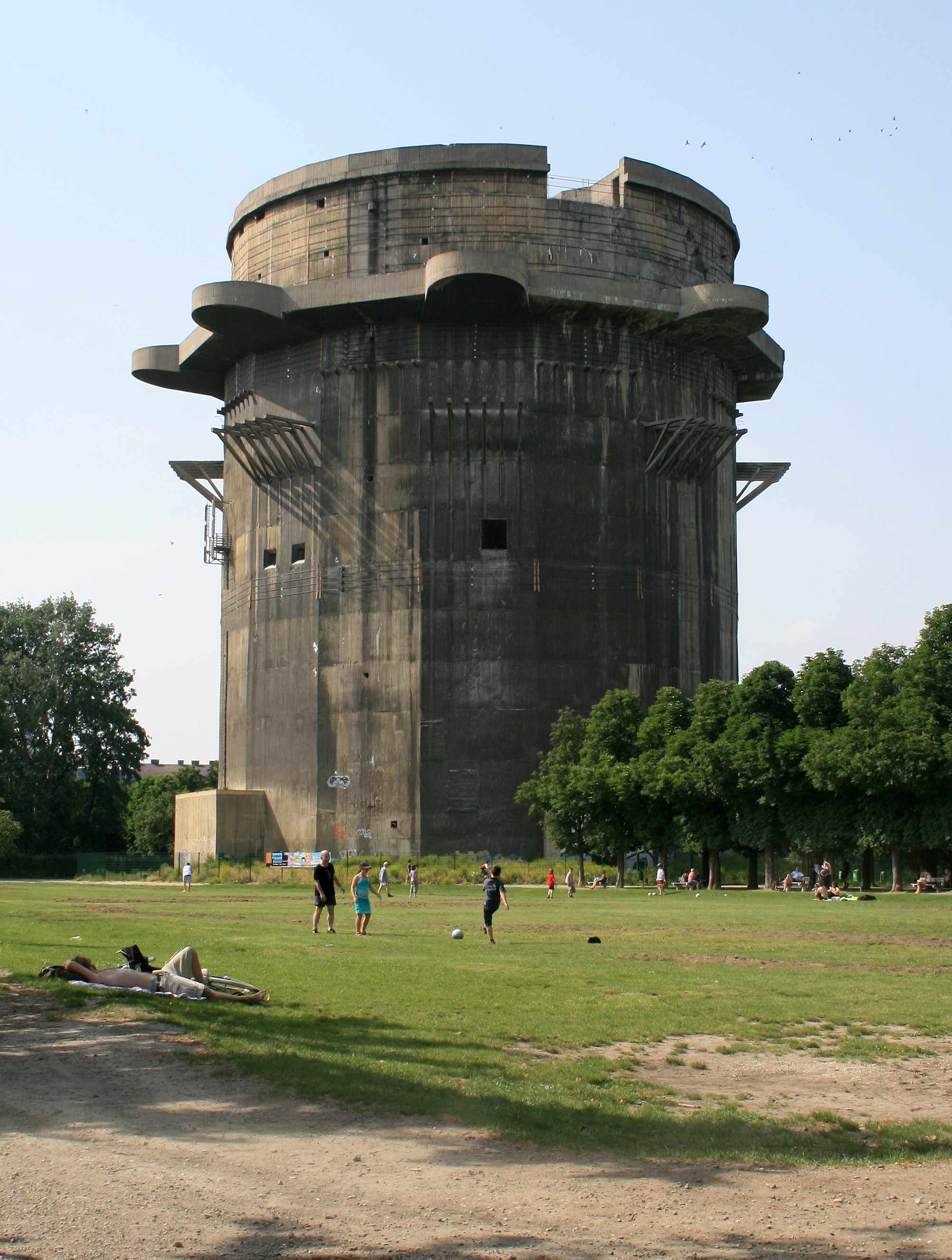
Боевая башня 3 поколения в Аугартене

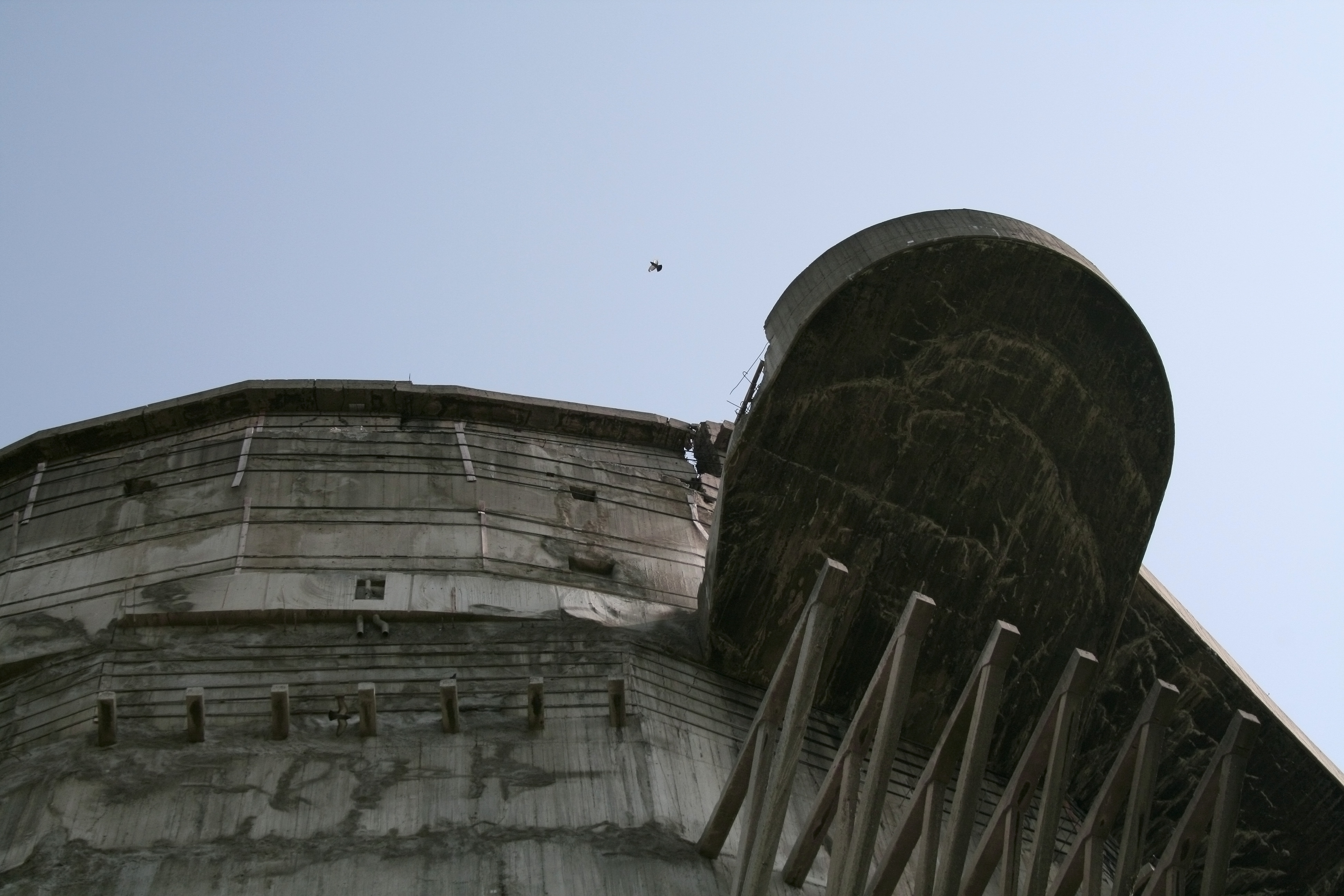
Технологические подпорки под барбетом той же башни

Боевые башни снова разительно отличались от башен предыдущего поколения и представляли собой шестнадцатиугольники, почти круглые на вид, с диаметром в 43 метра. Бетонные башенки для орудий на них были сдвинуты тесно между собой, накрыты общей крышей, их высота уменьшена. При этом сами башни обоих комплексов по высоте отличались. Первый был 9-этажным, высотой 45 метров, второй имел 12 этажей, достигнув высоты в 55 метров. Толщина стен достигала 2,5 метров, толщина перекрытий осталась стандартной — 3,5 метра.
Отверстия в бетонных крышах ротонд вокруг орудий прикрывались стальными куполами, что обеспечивало защиту расчётов как от осколков и пламени выстрелов других позиций, так и от пушечно-пулемётного огня самолётов-штурмовиков. В башнях отсутствовали лифт и подъёмники для снарядов, что потребовало устройства артпогребов для боеприпасов, в отличие от предыдущих проектов, на верхнем этаже.
Как в боевых башнях, так и в башнях управления по 2-3 этажа были отведены под бомбоубежища для гражданского населения. В цокольном этаже находились 4 входа. У башен в середине была основная лестничная клетка. В целом внутреннее оснащение башен третьего поколения повторяло предыдущие.

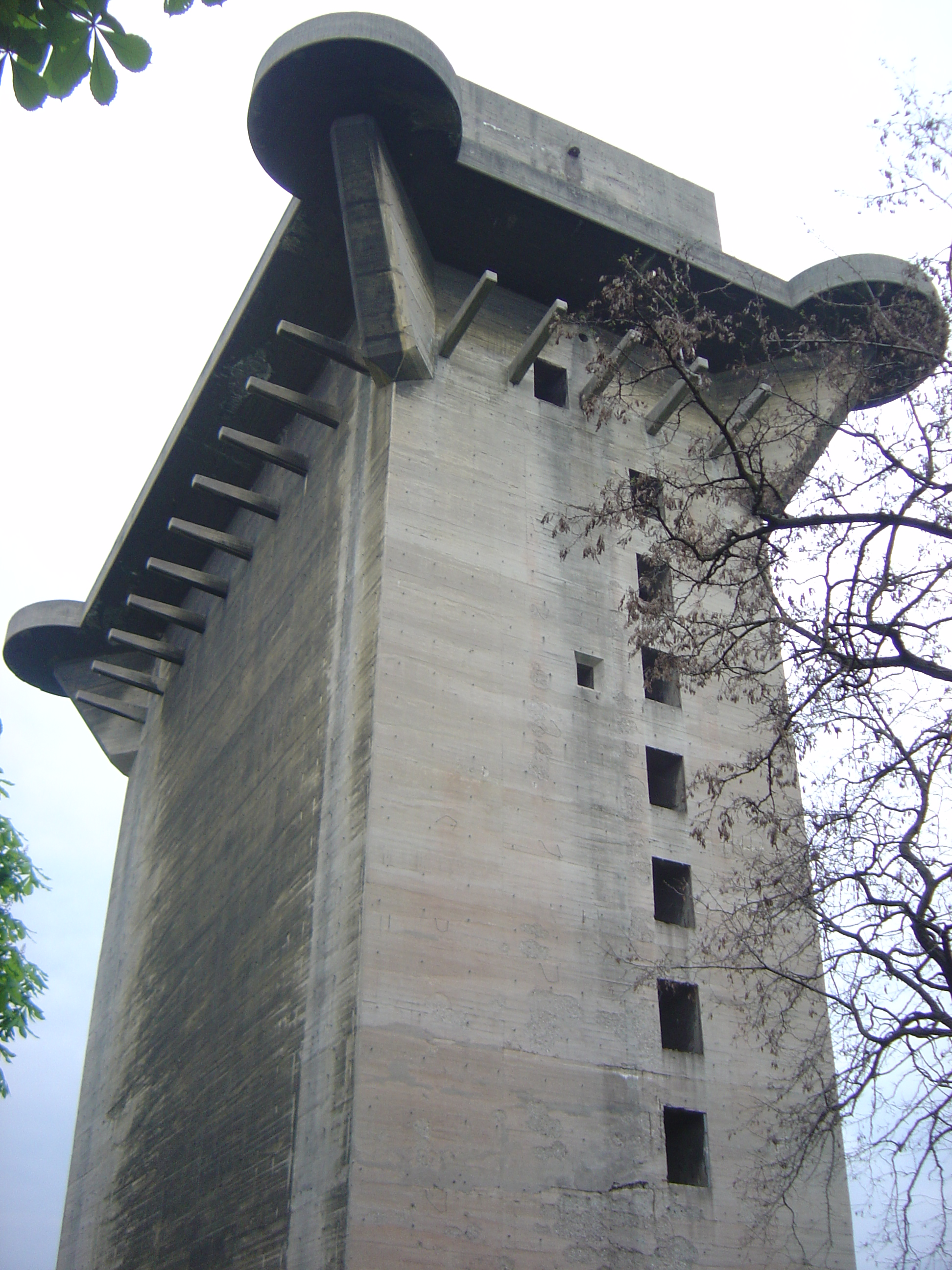
Башня управления 3 поколения в Аугартене

Башни управления второго и третьего поколения были очень схожи между собой. Различались они тем, что у башни второго поколения барбеты для зенитных малокалиберных пушек располагались вдоль длинных сторон башни (по два барбета с каждой стороны), тогда как у башен третьего поколения барбеты разнесены по углам платформы. В цокольном этаже находились входы для гражданского населения, а на противоположной стороне для гарнизона башни. В отличие от боевых башен, в башнях управления сохранился лифт. На верхней платформе размещались подъёмный кран и обычный комплект радиолокаторов, дальномер, измерительные приборы.
При общем проекте башен управления третьего поколения между ними всё же были различия помимо высоты. У башни второго комплекса под барбетами были сделаны консольные откосы, повышающие прочность барбетов, а в стенах под платформой бетонные технологические балки, которые использовались при строительстве для поддержки строительных лесов и которые предполагалось использовать в этом же качестве в случае ремонта башни.
Также Адольф Гитлер поручил создать ещё башни, втрое большие по размеру и огневой мощи.

## Башни Берлина
В Берлине строились только комплексы 1 поколения. Если их роль непосредственно при осуществлении задач ПВО вызывает споры историков, то в дни штурма Берлина советскими войсками они стали серьёзной преградой для наступающих: гарнизоны всех трёх комплексов продолжали вести бой (даже в условиях полного окружения и частичного разрушения артиллерийским огнём орудий большой мощности) до получения приказа о капитуляции 2 мая 1945 года. Поскольку после окончания войны Берлин был поделён между бывшими союзниками, все берлинские башни были подорваны для сноса во избежание использования башен в каких-либо военных целях.

### Flakturm I — Берлинский зоопарк
- Берлинский зоопарк (1 поколение)
  - G-башня была разрушена британцами после окончания войны. 52°30′33″ с. ш. 13°20′12″ в. д.HGЯO
  - L-башня была разрушена после войны. 52°30′37″ с. ш. 13°20′12″ в. д.HGЯO

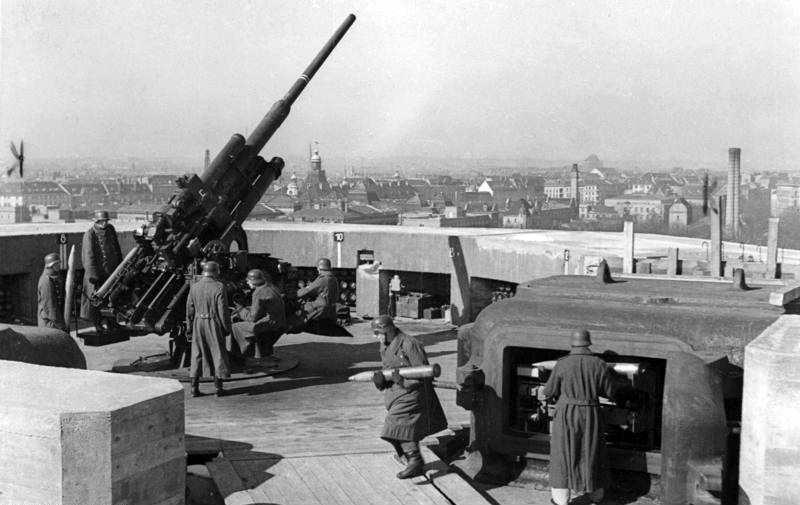
Позиция зенитного орудия на Flakturm I
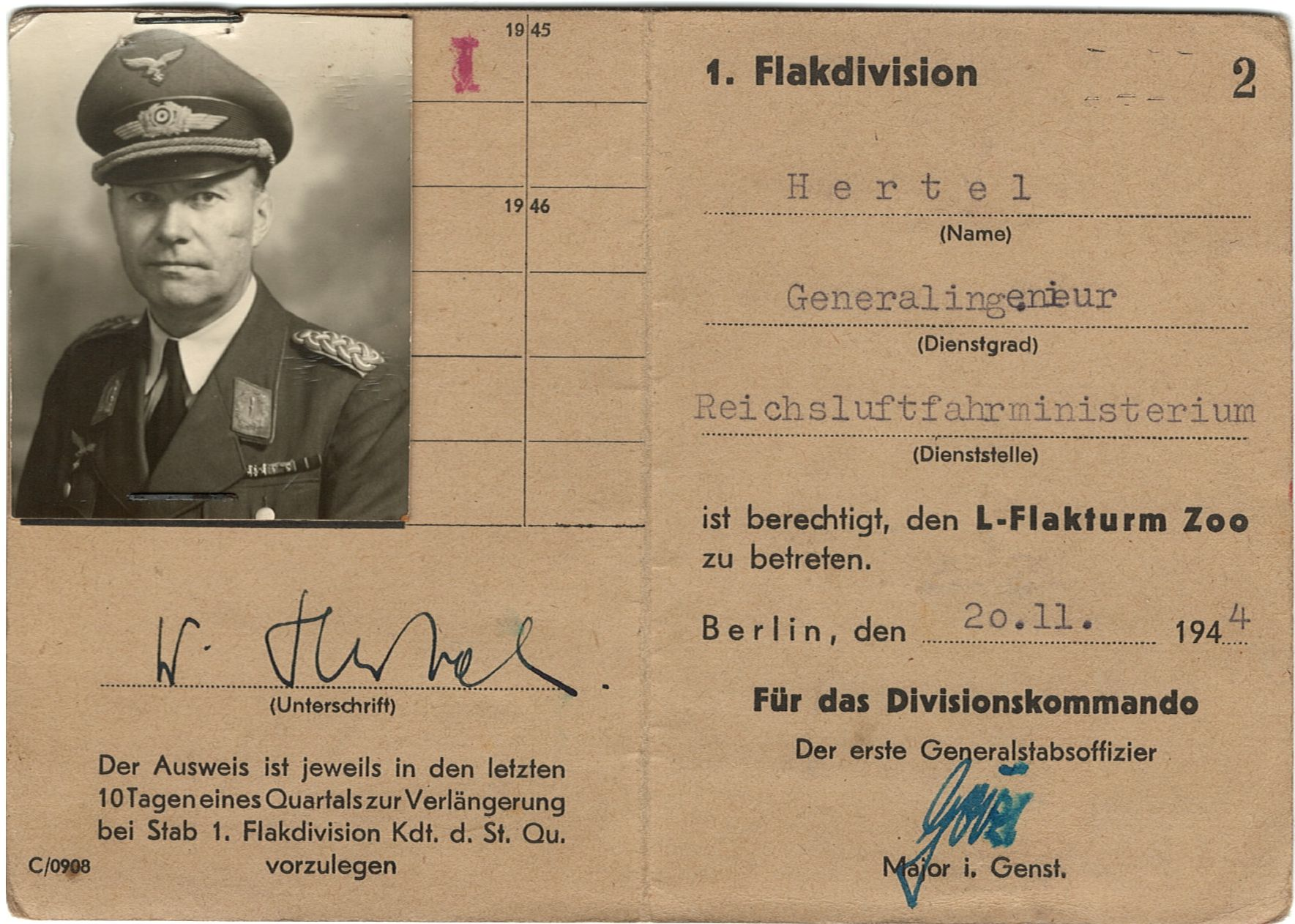
Пропуск в L-башню, выданный генерал-инженеру люфтваффе  Вальтеру Хертелю 20 ноября 1944 года.

### Flakturm II — Фридрихсхайн
- Фридрихсхайн (1 поколение)
  - G-башня была частично разрушена после войны; одна сторона осталась видимой. 52°31′35″ с. ш. 13°25′55″ в. д.HGЯO
  - L-башня была разрушена после войны. 52°31′40″ с. ш. 13°26′19″ в. д.HGЯO

G-башня, известная как Mont Klamott («гора мусора») в Берлине, вдохновляла барда Вольфа Бирмана и рок-группу Silly на написание песен.

### Flakturm III — Гумбольдтхайн
- Гумбольдтхайн (1 поколение)
  - G-башня была частично разобрана после войны; одна сторона сохранилась. Внутренняя часть открыта для посещения 52°32′50″ с. ш. 13°23′06″ в. д.HGЯO
  - L-башня была частично разобрана после войны; некоторые стены по-прежнему заметны. 52°32′39″ с. ш. 13°23′14″ в. д.HGЯO

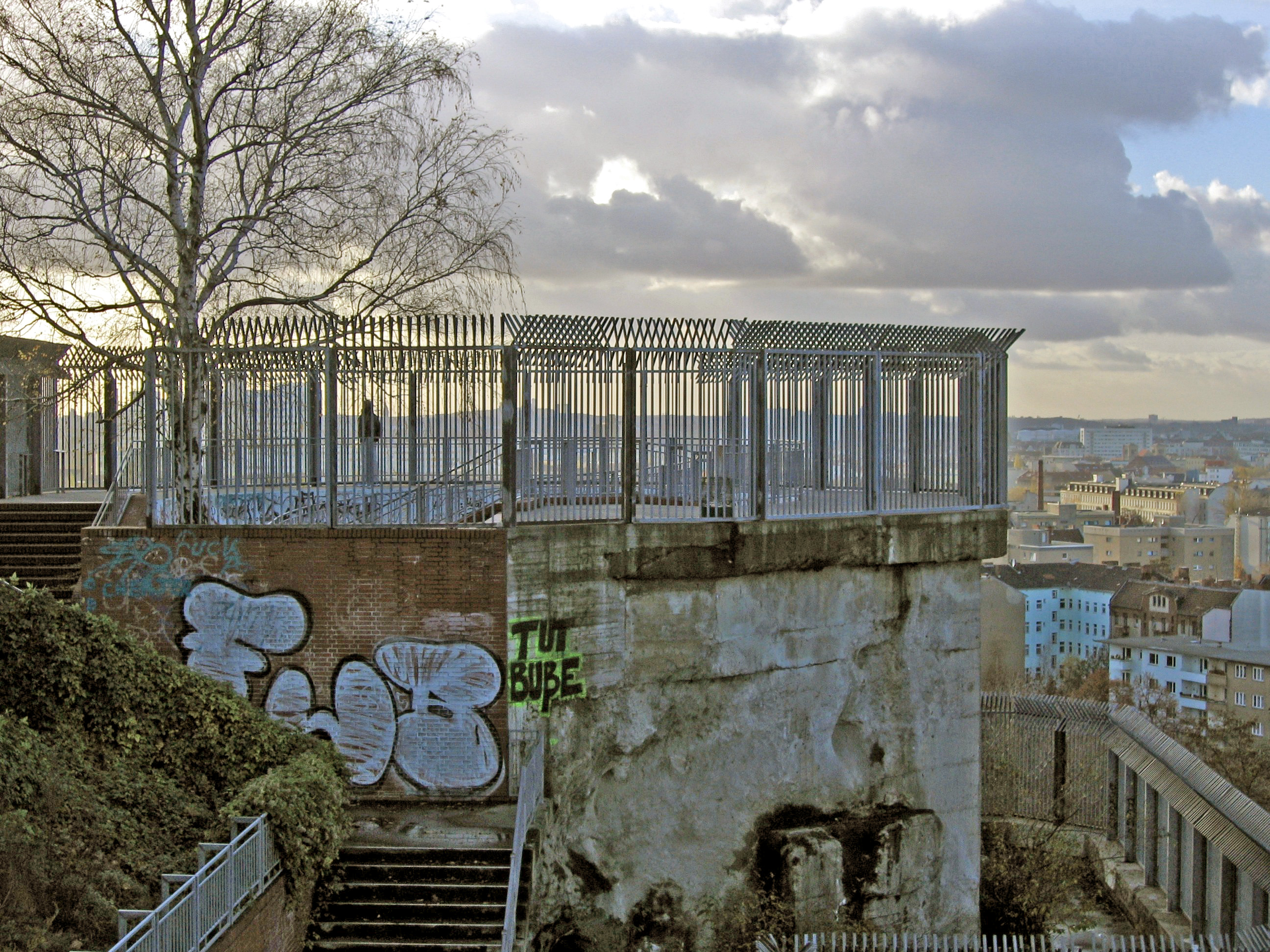
Flakturm II G-башня

## Башни Гамбурга
В Гамбурге были введены в строй два боевых комплекса 2-х разных поколений: 1-го и 2-го. Причём боевая башня 1-го поколения осталось единственной сохранившейся. Хотя в исторической литературе нумерация комплексов идёт по месторасположению: Берлин, Гамбург, Вена, официальная нумерация велась по срокам введения комплексов в строй. В связи с этим, 2-й Гамбургский комплекс имел не 5-й, а 6 номер, поскольку ранее него в строй вступил 1-й комплекс в Вене.

### Flakturm IV — Хайлигенгайстфельд
- Хайлигенгайстфельд (1 поколение)
  - G-Tower преобразована в ночной клуб с музыкальной школой и музыкальным магазином. 53°33′22″ с. ш. 9°58′12″ в. д.HGЯO.
  - L-Tower разрушена после войны. 53°33′10″ с. ш. 9°58′02″ в. д.HGЯO.

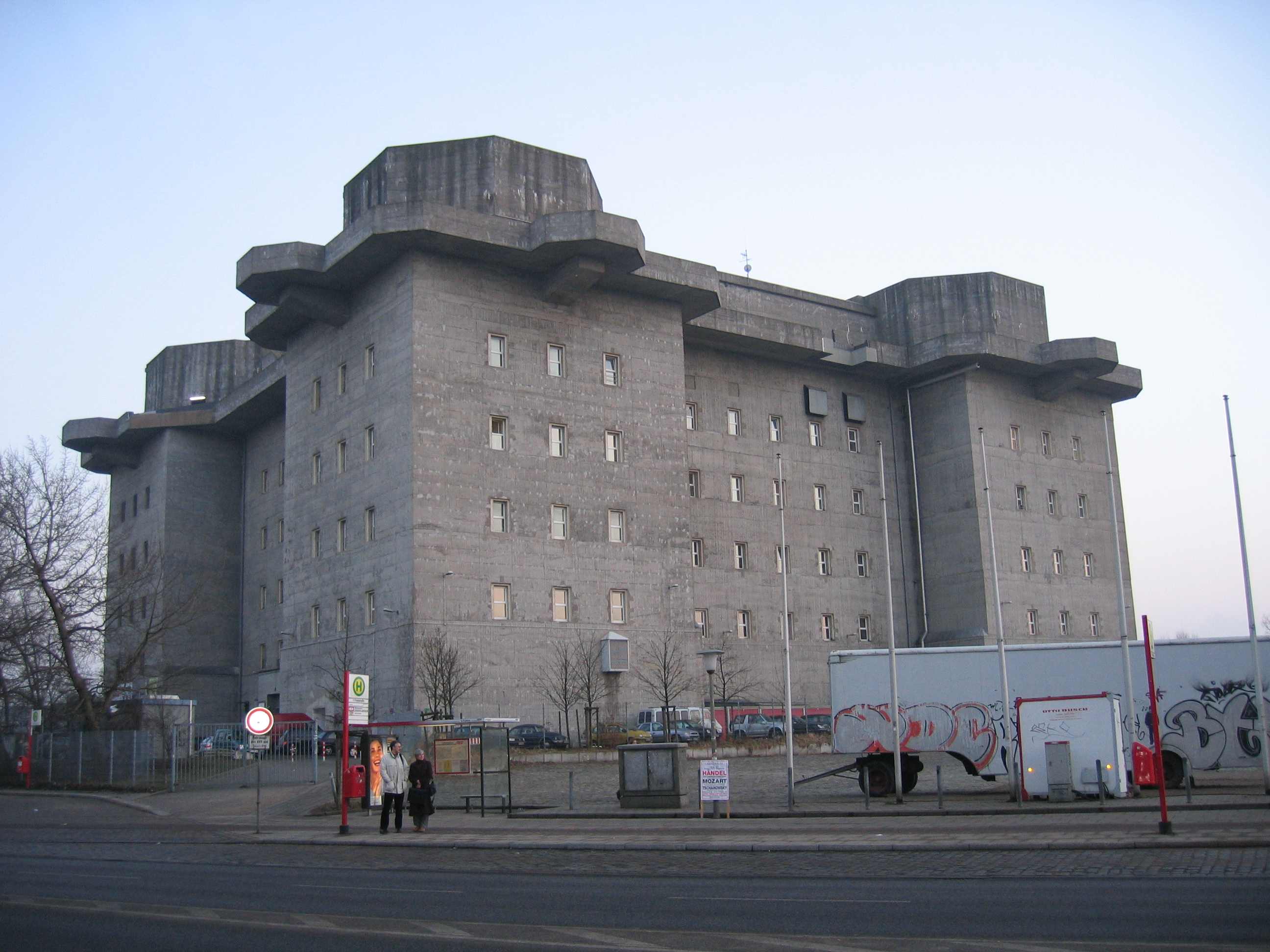
G-башня Flakturm IV

### Flakturm VI — Вильгельмсбург
- Вильгельмсбург (2 поколение)
  - G-Tower сохранилась до настоящего времени, 53°30′36″ с. ш. 9°59′24″ в. д.HGЯO
  - L-Tower разрушена после войны.

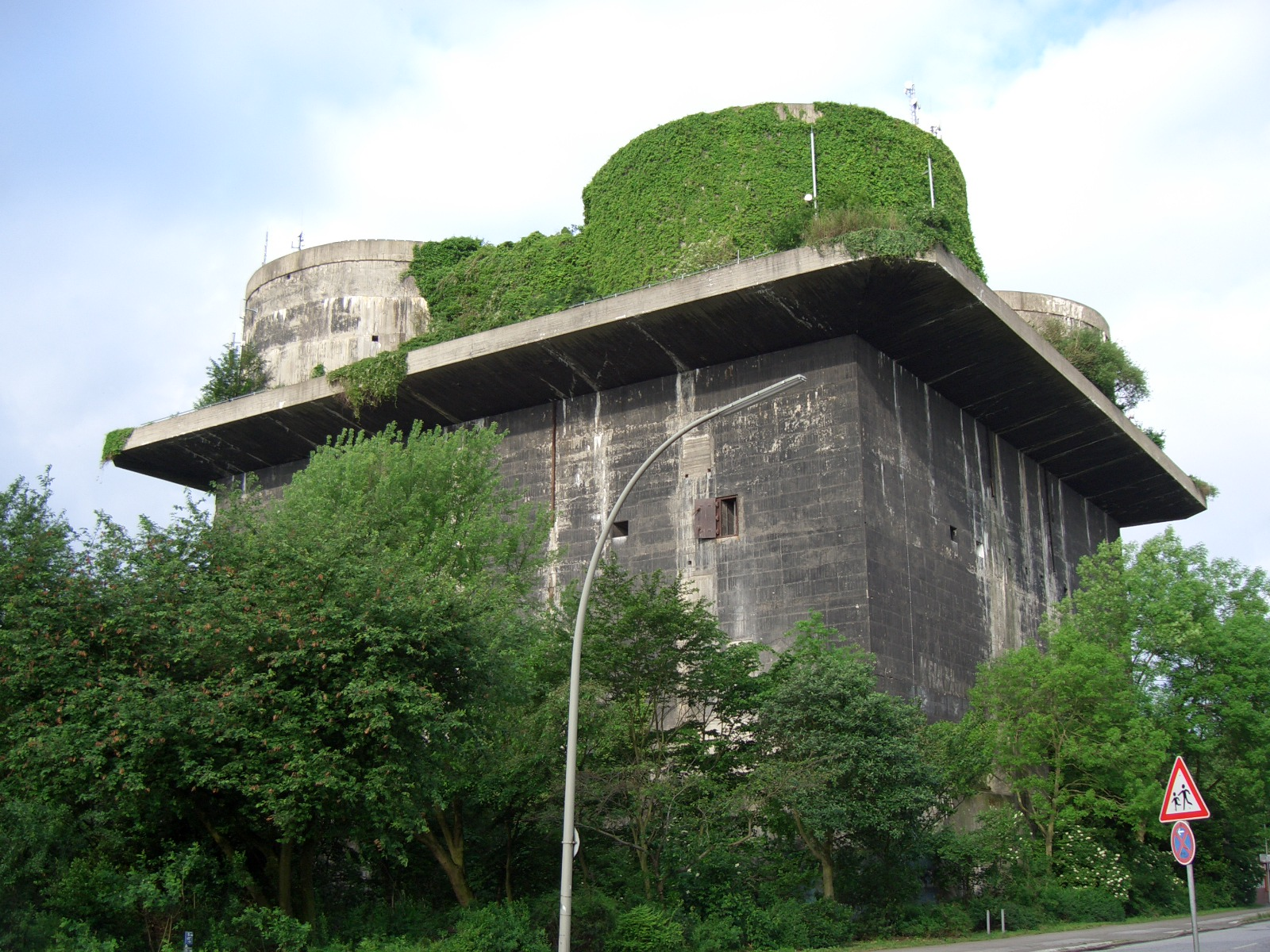
G-башня Flakturm VI

## Башни Вены
В Вене построены 3 комплекса: один 2-го поколения и два 3-го поколения.

### Flakturm VIII — Аренберг парк
- Аренберг парк (2 поколение) 48°11′54″ с. ш. 16°23′29″ в. д.HGЯO
  - G-башня использовалась как хранилище для художественных работ.
  - L-башня осталась пустой.

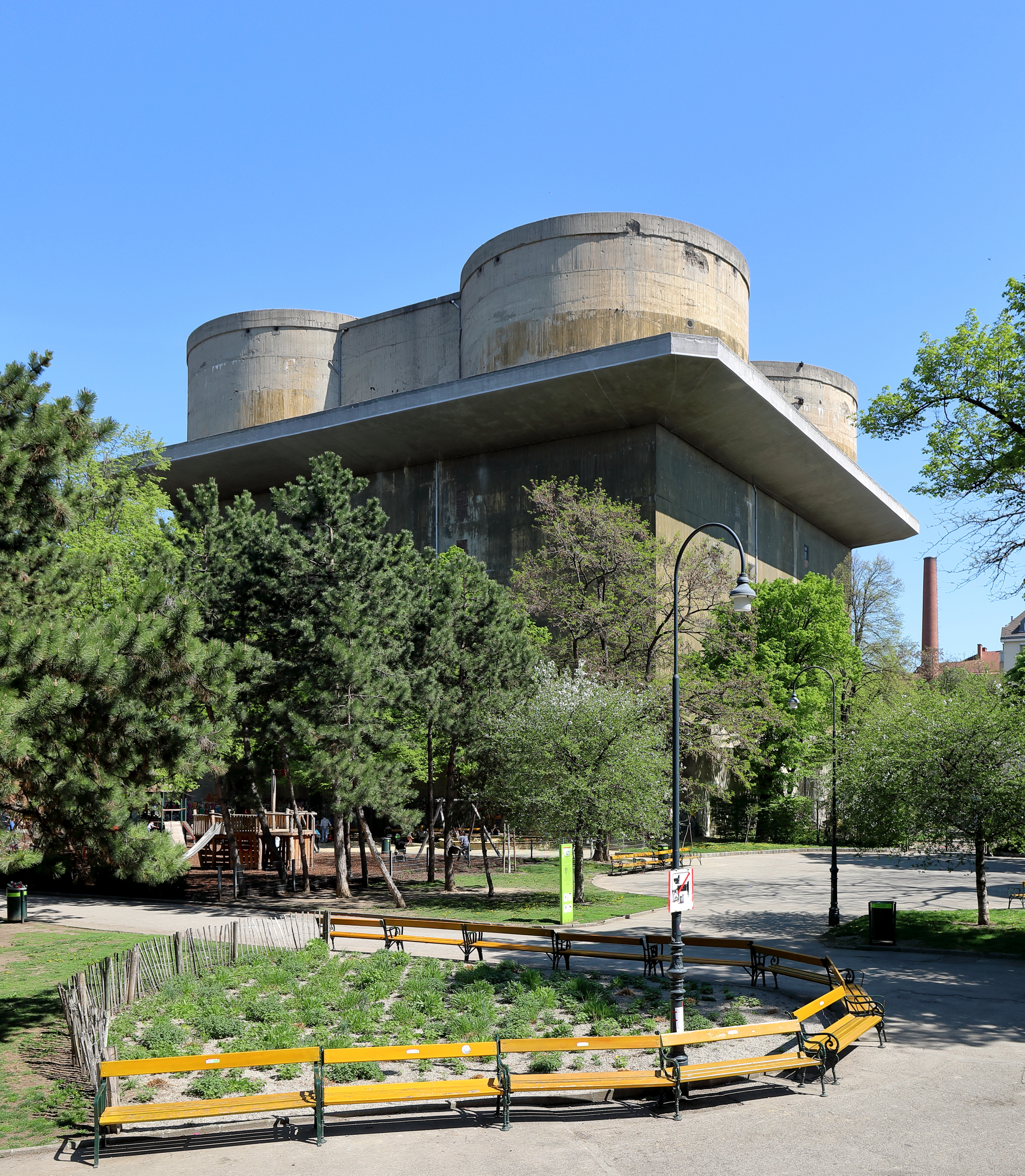
G-башня Flakturm VIII
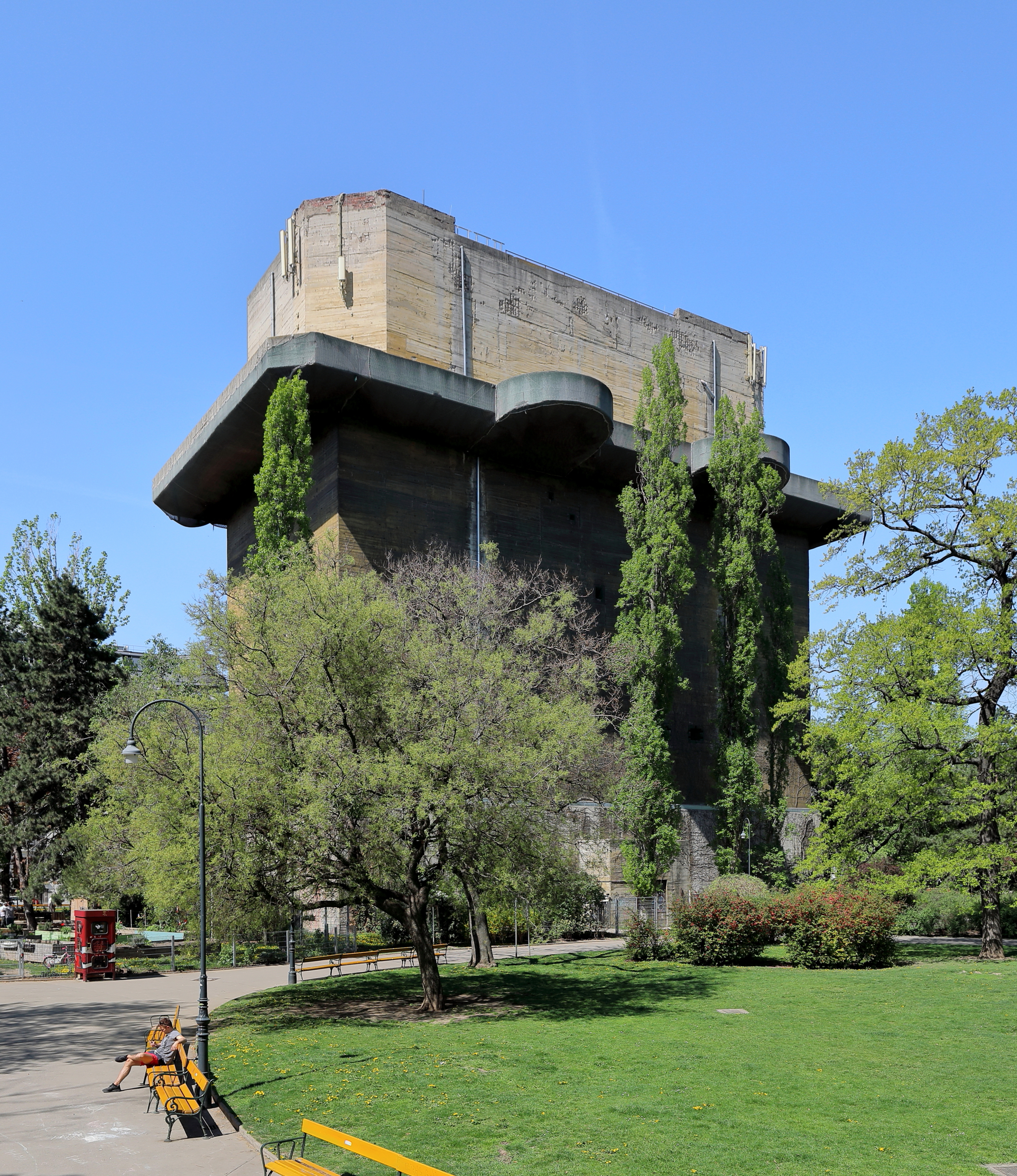
L-башня Flakturm VIII

### Flakturm V — Штифтсказерне
- Штифтсказерне (3 поколение)
  - G-башня находится на военной базе австрийской армии. 48°12′06″ с. ш. 16°21′21″ в. д.HGЯO
  - L-башня (в парке Эстерхази) используется как океанариум («Haus des Meeres» Архивная копия от 17 апреля 2007 на Wayback Machine) и имеет скалодром на фасаде. 48°11′52″ с. ш. 16°21′09″ в. д.HGЯO

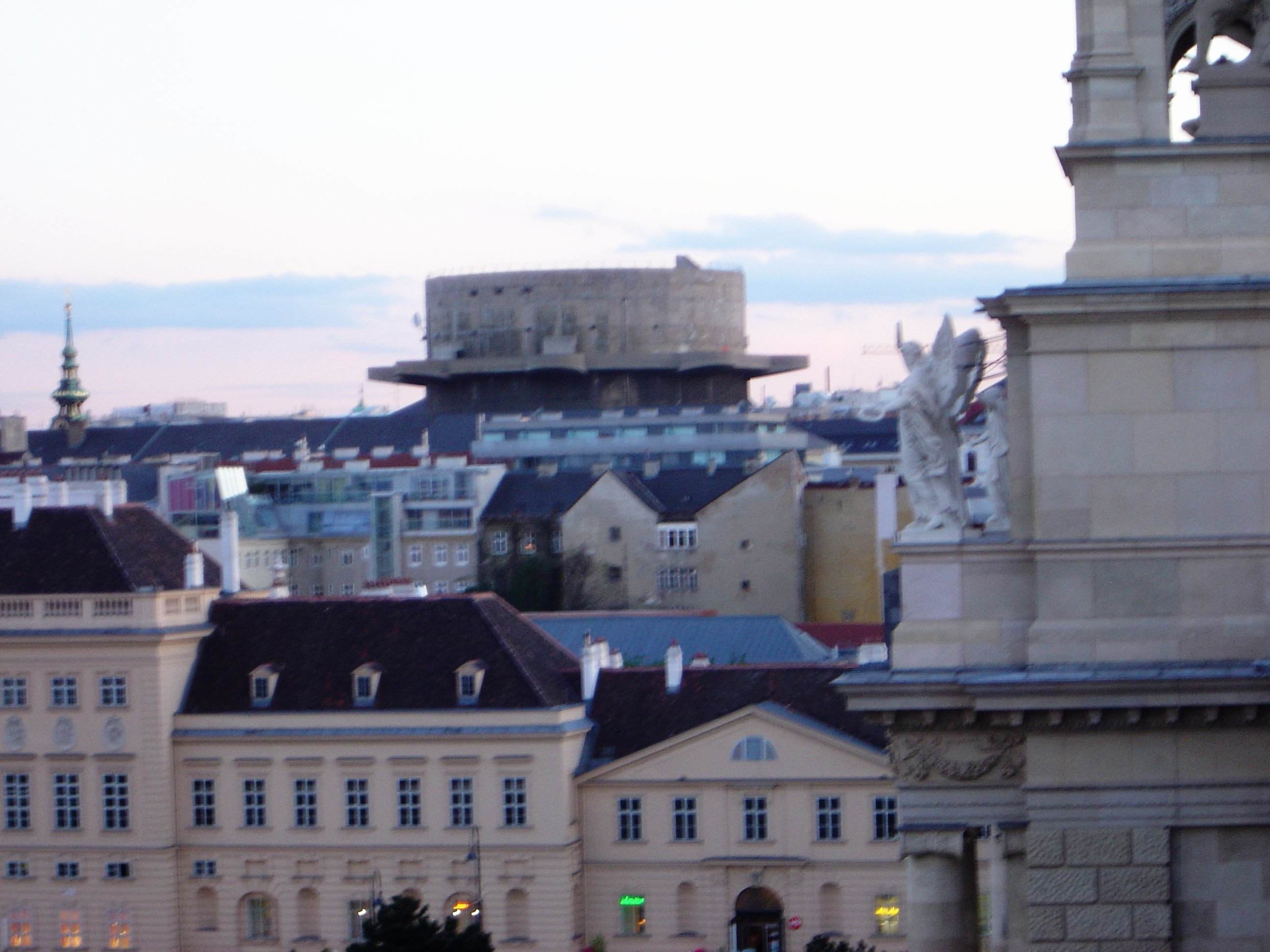
G-башня Flakturm VI
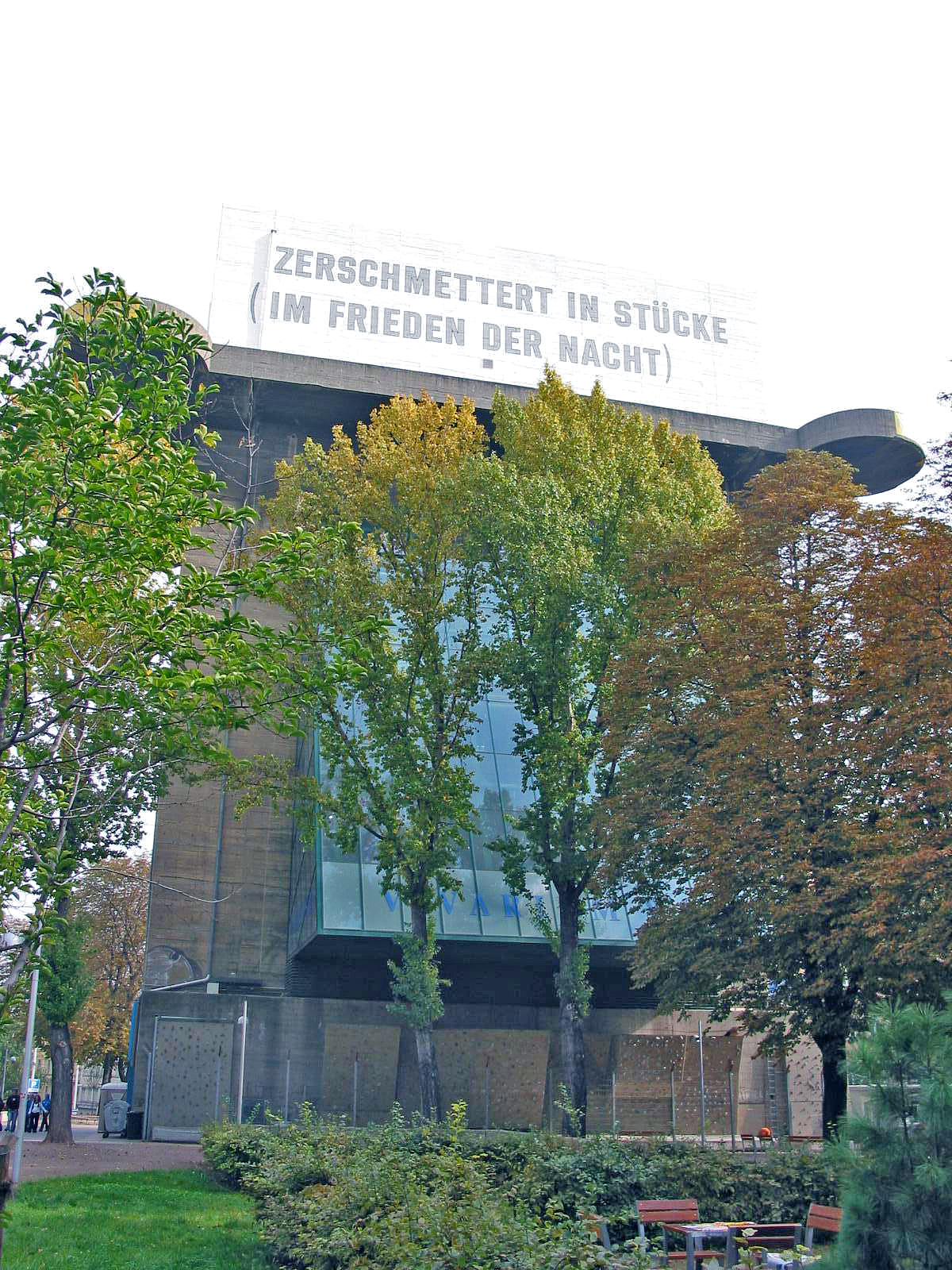
L-башня Flakturm VI
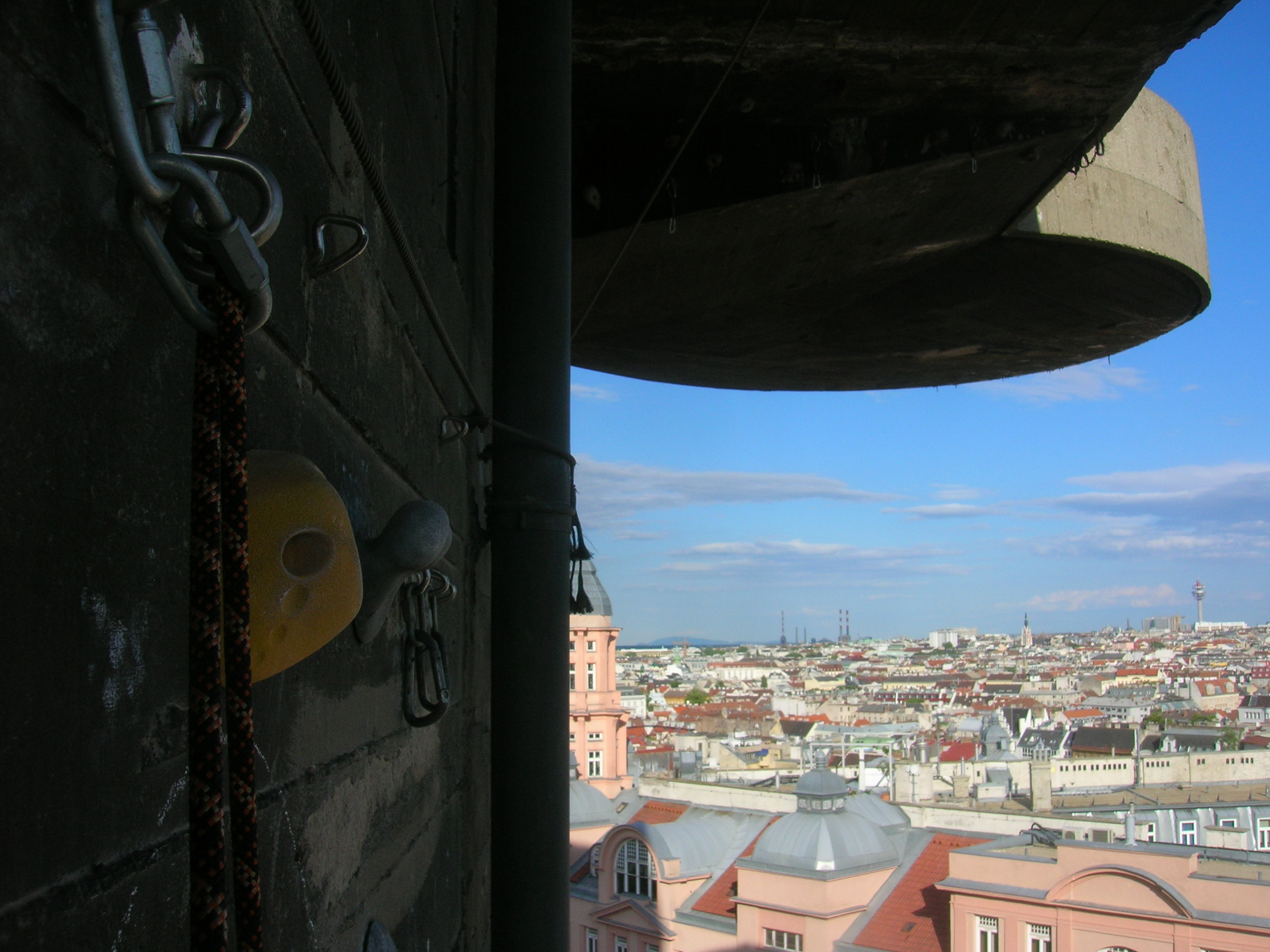
Вид со скалодрома

### Flakturm VII — Аугартен
- Аугартен (3 поколение)
  - G-башня осталась пустой. В 2007 вся северо-восточная и половина восточной платформы для зенитных автоматов демонтированы вследствие износа. Сама башня укреплена стальными тросами, опоясавшими всю конструкцию. 12 тросов размещены над площадками зенитных автоматов, 6 прямо под ними, ещё 4 на уровне середины башни. В башне, на каждой платформе и открытом месте, гнездятся тысячи голубей. Западная сторона конструкции также используется для размещения антенн сотовой связи. 48°13′32″ с. ш. 16°22′22″ в. д.HGЯO
  - L-башня осталась пустой. Рассматривается возможность её использования для размещения компьютерных хранилищ данных или в качестве открытого кинотеатра. 48°13′40″ с. ш. 16°22′41″ в. д.HGЯO

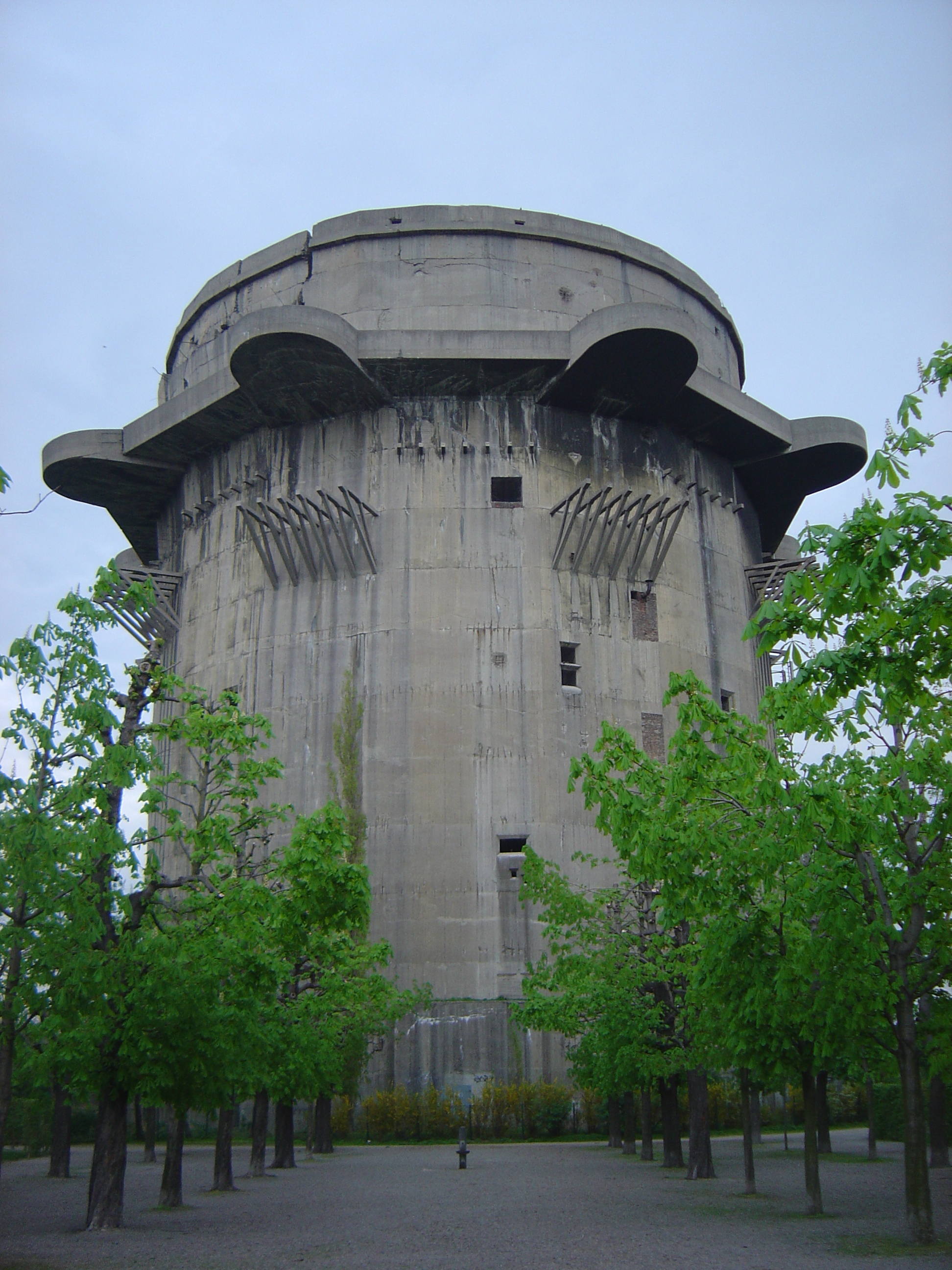
G-башня Flakturm VII
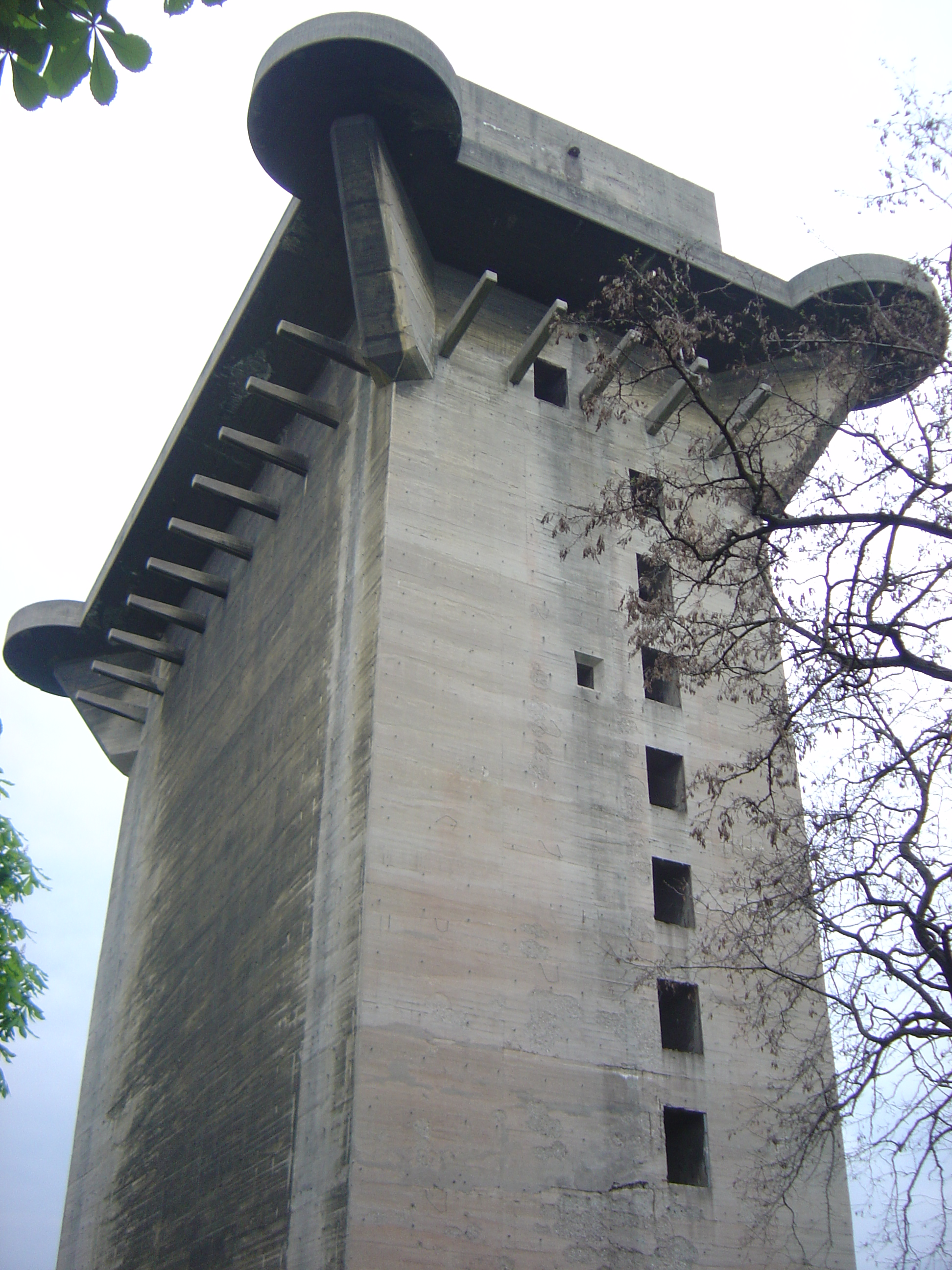
L-башня Flakturm VII

## Планировавшиеся зенитные башни (не были построены)

### Берлин
- Tiergarten (два дополнительных запланированы, но не построены)
- Hasenheide Templehof (запланирован, не построен)
- Reichstag building

### Бремен
- Bremen Neustadt Contrescarpe (два запланированы, не построены) 53°04′43″ с. ш. 8°48′21″ в. д.HGЯO

### Гамбург
- Восточный Гамбург (запланирован, не построен)

### Мюнхен
- Мюнхенская железнодорожная станция (восемь запланированы, не построены)

### Вена
- Изначально планировалось разместить три башни в Шмельце, Пратере и Флоридсдорфе.

## Орудия
- 3,7 cm FlaK 43
- 2 cm Gebirgsflak 38
- 10,5 cm FlaK 38/39
- 12,8 cm Flak 40

## Музейные ценности в зенитных башнях Берлина
Летом 1941 года было начато перемещение ценностей из музеев Берлина на хранение в зенитную башню I (Зоопарк) и башню II (Фридрихсхайн). Часть первого этажа и часть третьего этажа башни I общей площадью 1500 кв. метров, а также второй, третий и четвёртый этажи башни II были использованы под хранилища. Помещения обеспечивали защиту от воздушных атак, охрану и поддержание необходимого температурно-влажностного режима. К концу лета 1942 года около 1500 куб. метров музейных ценностей были размещены в башне I (Зоопарк) и 735 куб. метров в башне II (Фридрихсхайн).
В марте—апреле 1945 года перед началом штурма Берлина часть экспонатов была эвакуирована в соляные шахты, однако большая часть осталась в башнях.
2 мая 1945 года обе башни были взяты советскими войсками. Гарнизон башни I (Зоопарк) находился в башне, был взят в плен, а ценности были спешно (7—8 мая) вывезены в советский сектор Берлина трофейной бригадой Комитета по делам искусств под руководством А. А. Белокопытова.
К сожалению, судьба ценностей в башне II (Фридрихсхайн) сложилась иначе. Башня была покинута и гарнизоном, и музейными работниками, оставшись без охраны. 6 мая здесь произошёл пожар, а в течение следующей недели — ещё один. Хранилища выгорели почти полностью. Для обнаружения сохранившихся произведений искусства были проведены археологические исследования под руководством В. Д. Блаватского. Оказалось, что произведения живописи (более 400 картин итальянских, голландских, немецких, испанских и других мастеров) полностью утрачены. Произведения скульптуры, прикладного искусства, ремёсел частично сохранились в фрагментарном и сильно повреждённом виде, требовали консервации и реставрации, что было невозможно в разрушенном Берлине. Находки, отобранные археологами, были вывезены в СССР.
В 1958 году часть отреставрированных объектов из Эрмитажа, ГМИИ им. А. С. Пушкина и других музеев была передана музеям ГДР.
В 2016 году была обнародована информация о 59 предметах искусства из берлинского музея кайзера Фридриха (произведениях скульптуры мастеров итальянского Возрождения), хранящихся в Пушкинском музее.